# Ascesa del regno di Macedonia
L'ascesa del regno di Macedonia, da una piccola monarchia della periferia della Grecia classica alla dominazione dell'intero mondo ellenico (e dintorni), avvenne nello spazio di soli 25 anni, tra il 359 e il 336 a.C. Questa ascesa è attribuibile alla personalità di Filippo II (regnante dal 359 al 336 a.C.).

## Fonti
Storie complete e relativamente dettagliate della Grecia coprono il periodo che va dal 500 al 362 a.C. contenute in opere di Erodoto,  Storie, Tucidide, Guerra del Peloponneso e Senofonte, Elleniche. Tuttavia, nessuna storia esistente riguarda specificamente il periodo della storia greca che va dal 359 al 336 a.C.
La fonte principale di questo periodo è la Bibliotheca historica di Diodoro Siculo, scritta nel I secolo a.C., che è pertanto una fonte secondaria. Diodoro dedica il Libro XVI al periodo del regno di Filippo II, ma la narrazione è molto compressa, a causa delle dimensioni dell'opera, visto che contiene anche dettagli su eventi accaduti nello stesso periodo in altre parti del mondo antico. Diodoro è spesso deriso dagli storici moderni per il suo stile e le sue inesattezze, ma conserva molti dettagli del periodo antico che non si trovano in nessuna altra fonte. Egli lavorò principalmente prendendo a base le opere di altri storici, omettendo molti dettagli che non erano pertinenti allo scopo che si prefiggeva, che era quello di illustrare le lezioni morali provenienti dalla storia; il suo racconto del periodo contiene quindi molte lacune.
Un'altra opera del periodo giunta ai nostri giorni è l'epitome di Marco Giuniano Giustino, che riassunse le Storie filippiche di Pompeo Trogo. Giustino semplifica la storia, che è anche molto condensata rispetto all'originale, e riguarda non solo il regno di Filippo, ma anche la precedente storia della Macedonia, così come le gesta del figlio di Filippo, Alessandro Magno. Giustino è generalmente molto negativo verso Filippo. Queste storie sopravvissute sono completate da frammenti di altre storie, tra cui Teopompo, Storia di Filippo in 58 volumi (che fu la fonte di gran parte di Storie Filippiche) e dalle fonti epigrafiche contemporanee.
Al di fuori delle brevi indicazioni sulla storia di Filippo contenute in Diodoro e Giustino, ulteriori dettagli delle sue campagne (e di tutto il periodo in generale) si trovano nelle orazioni di statisti ateniesi, soprattutto Demostene e Eschine, che sono pervenute intatte. Poiché questi discorsi non furono mai destinati ad essere materiale storico, devono essere trattati con grande cautela, soprattutto in considerazione dell'identità degli autori. Demostene e Eschine sono stati descritti come "un paio di bugiardi, dei quali nessuno può fidarsi che abbiano detto la verità in tutte le questioni in cui avevano interesse a mentire". Per esempio, la pace di Filocrate (stipulata nel 346 a.C.) è nota soprattutto dai loro discorsi (entrambi chiamati sulla falsa ambasciata), fatti nel 343 a.C., quando Demostene accusò Eschine per il suo coinvolgimento nella stipula del trattato di pace. Nel suo discorso, Eschine si pone come il campione del trattato di pace, quando in realtà si era opposto alla pace; al contrario, Demostene, che era stato un sostenitore della pace, nel 346 a.C., rappresenta se stesso come parte del "partito della guerra". Le argomentazioni nei discorsi si riferiscono quindi alla situazione politica del 343 a.C. e non alla situazione in cui era stato stipulato il trattato, cosa che rende difficile il lavoro di ricerca degli storici contemporanei.

## Scenario

### La Grecia agli inizi del IV secolo a.C.

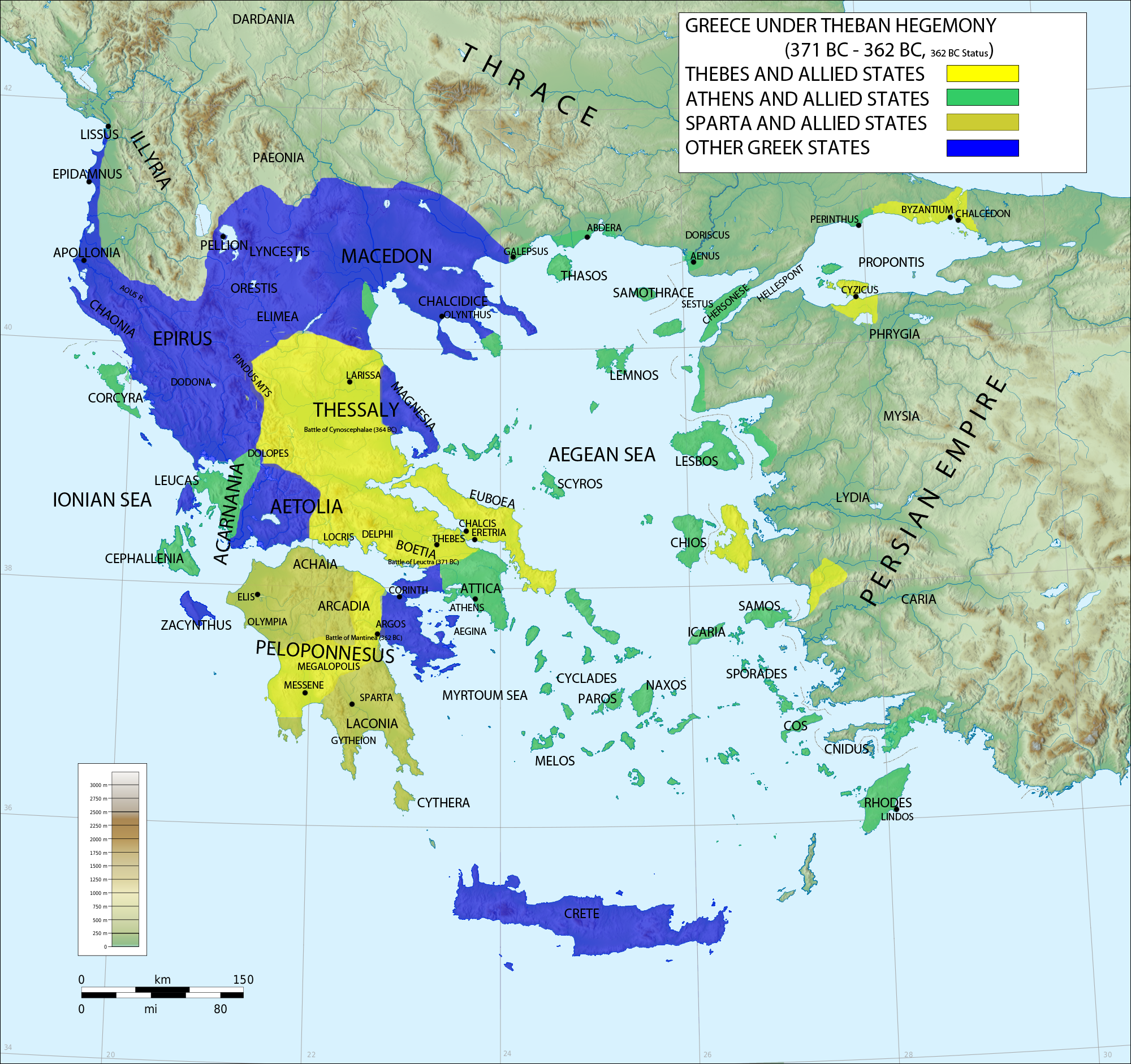
Egemonia tebana; blocchi di potere in Grecia nel decennio dal 362 a.C. in avanti.

All'indomani della guerra del Peloponneso, la città-stato militarista di Sparta era stata in grado di imporre un'egemonia sul cuore della Grecia classica (il Peloponneso e la Grecia continentale a sud della Tessaglia), poiché gli Stati della zona erano stati gravemente indeboliti dalla guerra. Questo stato di cose fu risentito da molte delle città-stato greche, che tradizionalmente erano state ferocemente indipendenti, e portò direttamente alla guerra di Corinto del 395-387 a.C. Sparta uscì da questo conflitto con la sua egemonia intatta, anche se solo a seguito dell'intervento persiano che portò alla cosiddetta pace del Re. La fragilità della posizione dominante spartana emerse presto e nel decennio successivo, Tebe si rivoltò contro Sparta. Gli Spartani non riuscirono a contrastare la rivolta in maniera adeguata e Tebe ottenne l'indipendenza de facto. Poi, dopo diversi anni di conflitto strisciante, i Tebani si scontrarono con gli Spartani in battaglia aperta, a Leuttra (371 a.C.), e sotto la guida di Epaminonda inflissero una sconfitta senza precedenti all'esercito spartano, uccidendo il re Cleombroto I.
A seguito di questa vittoria, Epaminonda invase il Peloponneso nel 370 a.C. e iniziò a smantellare il dominio spartano. Il potere spartano poggiava sul lavoro forzato degli Iloti della Messenia, cosa che consentiva all'intera popolazione maschile spartana di dedicarsi alla guerra. Questo sistema di addestramento militare mirato aveva già consentito a Sparta di esercitare un potere sproporzionato rispetto alla sua modesta popolazione. Tuttavia, dopo le perdite subite a Leuttra, gli Spartani non furono in grado di resistere all'invasione di Epaminonda, che marciò in Messenia e liberò gli Iloti in modo permanente paralizzando così Sparta. I Tebani iniziarono ad estendere la loro influenza sulla Grecia, sostituendo efficacemente all'egemonia spartana quella tebana. I generali tebani Pelopida ed Epaminonda portarono la guerra in tutta la Grecia, nei successivi nove anni, rafforzando ulteriormente il potere e l'influenza tebana. Nel 362 a.C., Epaminonda realizzò la quarta invasione del Peloponneso che ebbe il suo scontro più importante nella battaglia di Mantinea, coinvolgendo nella guerra quasi ogni stato della Grecia, su un lato o sull'altro dello schieramento. Anche se i Tebani e i loro alleati risultarono vittoriosi a Mantinea, Epaminonda venne ucciso e le perdite di Tebe furono pesanti. Senofonte, riassumendo il suo racconto della battaglia di Mantinea, scrisse che: 
()
Gli anni di conflitto determinati dai tentativi tebani di riorganizzazione della Grecia, avevano lasciato gran parte del paese esausto; venne pertanto conclusa una pace generale (esclusa solo Sparta che era recalcitrante) tra tutti gli Stati della Grecia all'indomani di Mantinea. Con la morte di Epaminonda e di un significativo numero di uomini a Mantinea, i Tebani tornarono alla loro politica più tradizionale di difesa, e nel giro di pochi anni, Atene sostituì Tebe al vertice del sistema politico greco e l'influenza tebana sbiadì rapidamente nel resto della Grecia. Furono così gli Ateniesi e i loro alleati della seconda lega delio-attica, che sarebbero stati i principali rivali dei Macedoni per il controllo delle terre del nord Egeo, e un tema importante nel corso del periodo della guerra tra Macedonia e Atene.

### Macedonia nei primi anni del IV secolo a.C.

Espansione della Macedonia.

### L'emergere di Filippo
Nel 360 a.C., l'esercito macedone sotto Perdicca III era stato sconfitto in battaglia dalla tribù dei Dardani dell'Illiria; Perdicca e 4 000 soldati vennero uccisi. Gli Illiri iniziarono a prepararsi per invadere la Macedonia; nel frattempo, i Peoni devastavano il territorio macedone, i Traci si stavano preparando all'invasione a sostegno del pretendente Pausania, così come gli Ateniesi, a sostegno dell'altro pretendente, Argeo. In altri termini, i Macedoni attraversavano un altro dei loro periodi difficili.
L'erede nominale di Perdicca, suo figlio Aminta IV, era solo un bambino. Filippo, l'unico figlio superstite di Aminta III, era il candidato ovvio destinato a governare la Macedonia e fu acclamato dall'esercito, probabilmente come re. È possibile, comunque, che sia stato inizialmente acclamato come reggente di Aminta IV, e abbia poi usurpato il trono, anche se in tal caso, non danneggiò Aminta. In entrambe le ipotesi, Filippo divenne re nel 359 a.C. e cominciò ad adoperarsi energicamente nel tentativo di salvare dalla distruzione la Macedonia.

## Ricostruzione della Macedonia (359–358 a.C.)

### Riorganizzazione dell'esercito
Le priorità di Filippo erano la riorganizzazione dell'esercito macedone e il ripristino del morale sia dell'esercito che della popolazione. Pertanto, indisse una serie di assemblee con la popolazione macedone e "esortandoli, con discorsi eloquenti, ad essere uomini, riuscì a ricostruire il loro morale". Curò esaustivamente l'addestramento dei militari introducendo nuove tattiche e nuove attrezzature. In particolare, spinse all'uso della falange da parte della fanteria macedone (modificandola in falange macedone) e dotò le truppe di picche lunghe 6 metri (le sarissa), in confronto alle lance di 2-3 metri (dory) utilizzate dagli opliti greci.

### Diplomazia
Allo stesso tempo, Filippo si impegnò in una fitta attività diplomatica. Corruppe Berisade, figlio del re della Tracia Cotys per fargli ritirare il sostegno della Tracia a Pausania, impedendo di conseguenza l'invasione della Tracia. Allo stesso modo, concordò con i Peoni il loro ritiro dalla Macedonia in cambio di denaro. Filippo potrebbe anche aver concluso un trattato con il re dardano vittorioso Bardylis, forse cedendo gran parte della Macedonia in cambio della pace. Anche se non vi è alcuna prova di un tale trattato, il fatto che gli Illiri non abbiano dato seguito alla loro vittoria, nonostante la debolezza dei Macedoni, lascia ipotizzare che fosse stato raggiunto un qualche accordo. Filippo sposò la figlia di Bardylis (o nipote), matrimonio che potrebbe aver fatto parte del trattato. In ogni caso, la diplomazia di Filippo diede ai Macedoni un certo respiro e il tempo per il recupero.

### Battaglia di Metone

Confini macedoni nell'antichità.

Filippo si rese conto che l'intenzione di Atene di dare supporto ad Argeo era quella di recuperare Anfipoli (vedi sotto), cosa che speravano di ottenere mettendo Argeo sul trono. Filippo pertanto ritirò la guarnigione macedone da Anfipoli e dichiarò la città autonoma, allo scopo di compromettere la finalità di sostegno ateniese ad Argeo.
La spedizione ateniese, guidata da Mantia, approdò a Metone sulla costa macedone, con 3 000 mercenari. Mantia rifiutò di lasciare Metone, così Argeo portò le truppe nell'antica capitale macedone di Aegae, nella speranza che il popolo lo avrebbe dichiarato re. Tuttavia, gli abitanti di Aegae non mostrarono alcun interesse a farlo e Argeo marciò di nuovo su Metone. Lungo la strada, venne attaccato e sconfitto in battaglia da Filippo, molti dei mercenari ateniesi vennero uccisi e il resto fatti prigionieri. Secondo Diodoro, questa vittoria fece aumentare di molto il morale dell'esercito macedone e diede un grande incoraggiamento ai soldati per le battaglie a venire.
Dopo aver sconfitto l'ultima minaccia immediata per la Macedonia, Filippo tornò alla diplomazia. Liberò immediatamente i prigionieri ateniesi e mandò ambasciatori ad Atene. Era pronto ad abbandonare ogni pretesa su Anfipoli, e questo, assieme al rilascio dei prigionieri, convinse gli Ateniesi alla stipula di una pace.

### Peonia e Illiria
L'anno seguente (358 a.C.), Filippo venne a sapere che il re peone, Agis, era morto. Colse così l'occasione per marciare con il suo esercito sulla Peonia, dove sconfisse i Peoni e li costrinse a giurare fedeltà alla Macedonia.
Filippo, a questo punto, era in grado di rivolgersi agli Illiri, che occupavano ancora gran parte della Macedonia superiore, sia con un trattato che con una guerra. Tenne pertanto un'assemblea dell'esercito, riunendo insieme una forza di 10 000 uomini e 600 cavalieri e marciò sull'lliria. Bardylis, venuto a conoscenza dei preparativi, inviò ambasciatori a Filippo, proponendo la pace sulla base dello status quo. Filippo respinse questa proposta, insistendo sul fatto che gli Illiri dovevano ritirarsi completamente dalla Macedonia, e così Bardylis si preparò alla battaglia, mettendo assieme un esercito di 10 000 uomini e 500 cavalieri, secondo Diodoro.
Diodoro ci ha lasciato l'unico racconto della battaglia, che Beloch suggerisce potrebbe aver avuto luogo nei pressi di Bitola. Egli dice che: 
(Diodoro Siculo)
Secondo Diodoro, circa 7 000 Illiri caddero in battaglia. Gli Illiri si ritirarono dalla Macedonia e chiesero una pace. Dopo questa campagna Filippo aveva stabilito la sua autorità nell'entroterra e fino al lago di Ocrida e guadagnato il favore dell'Epiro che era anch'esso in guerra con gli Illiri.

### Tessaglia
Giustino e Diodoro dicono entrambi che Filippo invase la Tessaglia nel 358 a.C., Negli anni fino al 370 a.C., la Tessaglia aveva goduto di una breve ascesa nel mondo greco, dopo essere stata unificata sotto Giasone di Fere, che era stato nominato Tago (capo magistrato) della Tessaglia. Tuttavia, Giasone venne assassinato nel 370 a.C. e suo figlio Alessandro divenne Tago. Alessandro governò aspramente, e altri Stati della Lega della Tessaglia gli ritirarono il loro sostegno, con conseguenti conflitti saltuari in cui vennero coinvolte alternativamente Macedonia (sotto Alessandro II) e Tebe. Questo conflitto finì nel 364 a.C. quando i Tebani sconfissero Alessandro ed imposero un accordo di pace alla Tessaglia. Tuttavia, con l'indebolimento di Tebe a seguito della battaglia di Mantinea, i conflitti in Tessaglia continuarono. Alessandro venne assassinato nel 358 a.C. dai fratelli della moglie Licofrone e Tisifono, che divennero tiranni prendendo il suo posto. Secondo Diodoro, gli Alevadi, la nobile famiglia che dominò la politica nella città settentrionale della Tessaglia, Larissa, erano contrari a questi nuovi tiranni, e chiesero a Filippo di aiutarli.
Anche se Diodoro dice che Filippo sconfisse i nuovi tiranni, Buckler ritiene più probabile che l'apparizione di Filippo sulla scena abbia permesso agli Alevadi di negoziare un accordo di pace con Fere da una posizione di maggior forza. Filippo sembra sia tornato dalla spedizione con due nuove mogli, sia da Larissa (con Filinna) che da Fere (con Nicesipoli, la nipote di Giasone), il che è indicativo di una soluzione negoziata; certamente, come dice Buckler, "Filippo andò via dalla Tessaglia con un piede in due staffe".
Filippo sembra abbia avuto un forte interesse in Tessaglia sin dall'inizio del suo regno, nonostante i suoi problemi altrove. Ci sono diverse probabili ragioni per questo interesse. In primo luogo, Filippo probabilmente voleva prendere il controllo della regione di confine di Perrebia (tradizionalmente parte della Tessaglia), al fine di garantire la frontiera meridionale della Macedonia. In secondo luogo, dal momento che Larissa controllava le principali rotte nord-sud tra la Macedonia e la Tessaglia, relazioni amichevoli con gli Alevadi lo avrebbero aiutato a proteggere la Macedonia e avrebbero dato a Filippo accesso al resto della Grecia. In terzo luogo, la Tessaglia aveva abbondanti risorse che Filippo poteva sfruttare per lungo tempo:
(John Buckler)

### Situazione al 358 a.C.
Attraverso la sua attività frenetica, da quando era salito al trono, Filippo aveva puntellato con successo la situazione macedone, sconfiggendo o facendo la pace con i nemici di un tempo, garantendo allo stesso tempo la maggior parte dei confini della Macedonia, e rivitalizzando e riqualificando il suo esercito.

## Conquista del Nord (357–353 a.C.)

### Anfipoli (357 a.C.)
Il prossimo obiettivo di Filippo era quello di garantire il fianco orientale della Macedonia, che confinava con la Tracia, e in particolare la città di Anfipoli. Anfipoli era un importante punto strategico, situato sul fiume Strimone e controllava l'unico punto di attraversamento sul corso inferiore del fiume, e quindi l'accesso da e verso la Tracia. L'espansione del suo regno verso est necessitava pertanto che Filippo potesse avere il controllo su Anfipoli. Gli Ateniesi vi avevano fondato una colonia nel secolo precedente, perdendone il controllo durante la guerra del Peloponneso. Erano pertanto molto interessati a recuperare Anfipoli, in parte a causa della sua storia, anche se i suoi abitanti non erano inclini a tornare sotto il controllo ateniese. Tuttavia, le principali ragioni erano dovute alla posizione di Anfipoli vicina alle foreste necessarie per la costruzione delle navi, ma anche perché controllava le miniere d'oro e d'argento del Pangeo. L'importanza di Anfipoli per gli ateniesi in questo periodo non può essere sopravvalutata; "il loro desiderio era costante ed estremo".

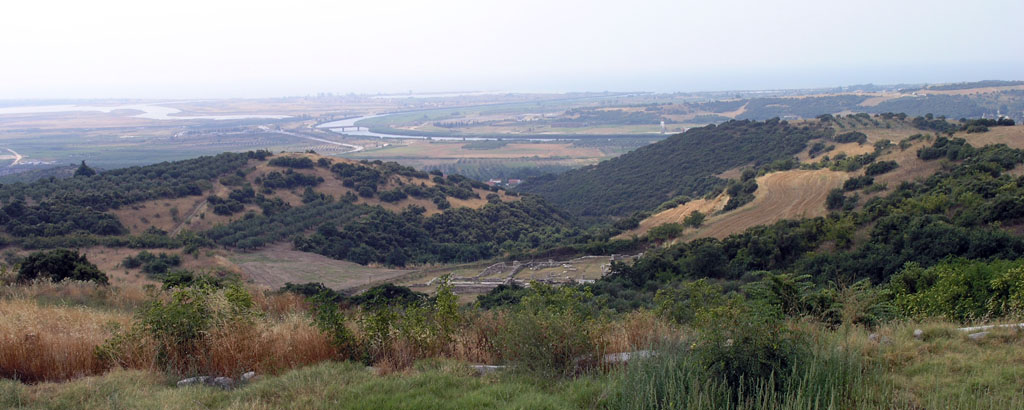
Vista del fiume Strimone dall'Acropoli di Anfipoli.

Filippo cominciò l'assedio di Anfipoli nel 357 a.C.; i suoi abitanti, abbandonando la loro politica anti-ateniese, si appellarono ad Atene, offrendole il controllo della città. Tuttavia, durante l'assedio, Filippo inviò un messaggio ad Atene dicendo che avrebbe loro consegnato la città, dopo averla conquistata (apparendo quindi voler seguire la stessa politica attuata nel 359 a.C.). Gli Ateniesi, quindi decisero di vedere se l'avrebbe fatto. Essi potrebbero anche non essere stati in grado di inviare aiuti a Anfipoli. Durante i mesi estivi, forti venti settentrionali soffiavano sul Mar Egeo (venti Meltemi), rendendo difficile agli Ateniesi inviare navi al nord. Filippo si era più volte avvalso dell'aiuto di questi venti facendo campagne in quei mesi (o in inverno), quando la marina ateniese non sarebbe stata in grado di inviare assistenza agli alleati.
Sembra che gli Ateniesi avessero offerto a Filippo, Pidna in cambio di Anfipoli, forse durante le ultime fasi dell'assedio, ma non è chiaro se Filippo fosse d'accordo. A questo punto ad Atene era scoppiata la guerra sociale del 357-355 a.C. e non fu in grado di intervenire in aiuto di Anfipoli. Filippo finalmente riuscì a violare le mura di Anfipoli, mediante l'utilizzo di macchine d'assedio e arieti, consentendo alle sue forze di fare irruzione e conquistare la città. Dopo essere entrato in città, Filippo espulse coloro i quali erano mal disposti verso di lui, ma, secondo Diodoro, trattò il resto della popolazione con riguardo.

### Pidna e Potidea (357–356 a.C.)
Durante l'assedio di Anfipoli, la Lega calcidica, guidata da Olinto, cominciò a temere le ambizioni territoriali di Filippo (da Anfipoli si controllava anche l'accesso alla penisola Calcidica), e quindi cercò di allearsi con Atene. Tuttavia, gli Ateniesi speravano ancora di ricevere Anfipoli da Filippo e così rifiutarono la richiesta. Filippo temeva un'alleanza della potente Lega calcidica con Atene e così si recò a rassicurare Olinto offrendo un'alleanza a condizioni molto vantaggiose. Come parte dell'accordo con Olinto, Filippo promise di catturare la città di Potidea, che si trovava nel territorio della Lega calcidica. Potidea era a quel tempo sotto il controllo di Atene, e rappresentava una minaccia per la stabilità della Lega.
Filippo non aveva alcuna intenzione di consegnare Anfipoli agli Ateniesi, ma agì come se stesse solo ritardando il trasferimento della città. Sembra essere andato direttamente ad assediare Pidna dopo la cattura di Anfipoli. Gli ateniesi, forse ancora sperando di ricevere Anfipoli se avessero permesso a Filippo di prendere Pidna, non sembra abbiano cercato di intervenire (o potrebbero non essere stati in grado di farlo). Pidna sembra essere caduta sotto gli attacchi di Filippo, a seguito di un tradimento, nel 357 o 356 a.C.
Nel 356 a.C., Filippo assediò e catturò Potidea, segnando così l'inizio delle vere ostilità contro Atene. Come promesso, consegnò Potidea ad Olinto e lasciò che la guarnigione ateniese partisse liberamente per tornare in patria, dal momento che non voleva causare inutili offese agli Ateniesi ("era particolarmente sollecito verso il popolo di Atene a causa dell'importanza e della reputazione della loro città"). Gli Ateniesi erano a questo punto pienamente impegnati nella lotta contro la guerra sociale e non furono in grado di rispondere efficacemente alle mosse di Filippo contro Potidea e Pidna.

### Alleanza contro Filippo (356–352 a.C.)

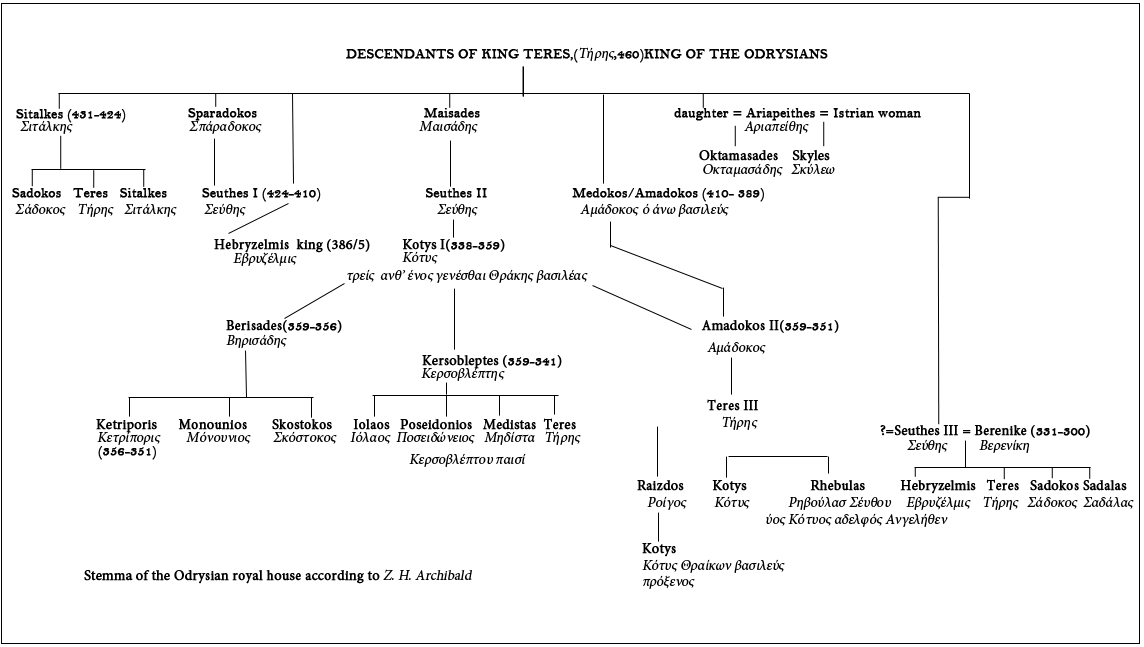
Albero genealogico dei re di Tracia della dinastia degli Odrisi.

Nel 356 a.C., in risposta alle macchinazioni di re Filippo, gli Ateniesi alleati con i re di Illiria, Peonia e Tracia, cercarono di bloccare la sua avanzata. La Tracia era ormai governata da tre re, discendenti di Cotys; in occidente era Cetriporide, il figlio di Berisade (secondo figlio di Cotys); al centro, Amadoco II (terzo figlio di Cotys), e ad est Cersoblette (primo figlio di Cotys). Se Atene fosse alleata di tutti e tre i re traci è una questione di congetture; certamente almeno Cetriporide si unì all'alleanza. Se anche Cersoblette era alleato di Atene, sembra che sia stato espulso relativamente rapidamente.
Secondo Diodoro, Filippo marciò sui suoi nemici in questa alleanza prima che avessero la possibilità di unire le loro forze, e li costrinse ad allearsi con la Macedonia. Tuttavia, altre fonti suggeriscono che il quadro era in realtà molto più complesso, e che a sua volta Filippo sconfisse ciascuna delle potenze negli anni seguenti, ad eccezione di Atene.
Secondo Plutarco, un esercito guidato da Parmenione sconfisse il re illiro Grabo nel 356 a.C., poco dopo la conclusione dell'assedio di Potidea. Grabo divenne poi alleato dei Macedoni. L'anno seguente, Filippo sembra aver sconfitto Cetriporide, riducendolo al rango di alleato soggetto, anche se le informazioni su questa campagna sono molto limitate. Si presume che avesse sconfitto anche i Peoni nel corso di questo periodo, anche se non vi è alcuna indicazione specifica su questo punto. Non ci sono prove che qualcuno di questi alleati possa aver ricevuto alcun aiuto sostanziale da Atene, che era ancora troppo occupata con la guerra sociale.

### Krinide (356 a.C.)
Nel 356 a.C., mentre Parmenione era in campagna contro gli Illiri, Filippo combatteva in Tracia, e conquistò la città di Krinide, che era stata fondata da Taso nel 360 a.C. Ne cambiò il nome in Filippi, mutuandolo da se stesso, e ne aumentò notevolmente la popolazione. Migliorò notevolmente le miniere d'oro della zona circostante, i cui effetti sono descritti da Diodoro: 
(Diodoro Siculo)
 La conquista di Krinide fu quindi, nel lungo termine, un evento molto significativo dell'ascesa di Filippo.

### Maronea e Abdera (ca. 355 a.C.)
Polieno racconta che Filippo attaccò e prese Abdera e Maronea (entrambe le città sulla costa della Tracia) durante una singola campagna, ma non dice quando. Diodoro non menziona questa campagna, rendendo la sua posizione all'interno della cronologia generale difficile da collocare.
Buckler suggerisce che secondo il politico ateniese Demostene, Cersoblette incontrò Filippo a Maronea (in Tracia), insieme con il generale tebano Pammene, e giunse ad un accordo con Filippo; inoltre, egli afferma che Amadoco II era ostile a Filippo in quel tempo. Demostene dice che il generale ateniese Carete depositò la relazione sulla riunione tra Filippo, Pammene e Cersoblette, e Polieno dice che dopo la campagna di Maronea, Carete tese un'imboscata alla flotta di Filippo al largo della costa di Neapolis. Dal momento che esistono fonti che riportano il fatto che Neapolis fece appello ad Atene per aiuti contro Filippo nel 355 a.C., è probabile che questi eventi abbiano avuto luogo tutti nel 355 a.C. Non è del tutto chiaro cosa causò questo incontro tra Filippo e Cersoblette; Buckler suggerisce che Filippo e Cersoblette decisero di dividere la Tracia tra loro, lasciando Cersoblette libero di attaccare gli altri re della Tracia (per cercare di riunire il regno di Tracia), e lasciando Filippo libero di combattere altrove.
Al contrario, Cawkwell e Sealey suggeriscono che la campagna di Maronea ebbe luogo nel 353 a.C. (anche se senza giustificazione esplicita). La campagna di Maronea potrebbe quindi aver fatto parte della campagna che Filippo combatté contro Cetriporide (probabilmente nel 355 a.C.), o contro Amadoco II (probabilmente nel 353 a.C.).

### Assedio di Metone (ca. 354 a.C.)
La cronologia delle attività in Grecia durante gli anni 355-352 a.C. non è del tutto chiara. Filippo certamente iniziò assediando Metone, l'ultimo possedimento ateniese in Macedonia, ma diversi storici scelgono date diverse per questo assedio. Esistono due teorie principali, 355-354 a.C., sostenuta da Buckler tra gli altri, e 354–353 a.C. indicata da Cawkwell.
Filippo iniziò l'assedio, ma venne ritardato nel suo tentativo e l'assedio si protrasse per quasi un anno. Durante questo periodo, vi furono due tentativi falliti, da parte di Atene, di portare aiuto alla città. Filippo rischiò di perdere un occhio durante l'assedio quando venne colpito da una freccia. Nonostante la ferita inflittagli dai difensori, alla fine si accordò con i cittadini di Metone permettendo a tutti di partire con un solo indumento ciascuno. Buckler suggerisce che questo atteggiamento indulgente potrebbe essere stato il risultato della richiesta, da parte della Tessaglia, di intervenire nella guerra sacra (vedi sotto); ansioso di non perdere questa opportunità, Filippo cercò di porre fine all'assedio il più rapidamente possibile.

### Situazione intorno al 354 a.C.
Intorno al 354/353 a.C., in soli 5 anni di potere, Filippo aveva unificato la Macedonia e l'aveva trasformata in potenza dominante del nord della Grecia. Aveva completamente ridotta l'influenza ateniese nella regione, ed era stato alleato con l'altra grande potenza greca presente nella regione, la Lega calcidica. Si era assicurato l'accesso al mar Egeo, che era stato un annoso problema per la Macedonia, dato che i siti idonei erano stati monopolizzati da coloni greci nell'era arcaica. Inoltre, aveva riorganizzato l'esercito, che era diventato uno dei più agguerriti, ed egli aveva a disposizione risorse finanziarie per pagare sempre un maggior numero di soldati.
Questa rapida ascesa del potere della Macedonia era in parte dovuta alle eccezionali capacità militari e diplomatiche di Filippo. Tuttavia, fu dovuta anche allo stato di debolezza attraversato dalle maggiori potenze della Grecia. Sparta non si era mai ripresa dalla liberazione della Messenia ad opera di Epaminonda, mentre a sua volta Tebe era ancora indebolita dalla morte di Epaminonda e dalle conseguenze di Mantinea. Atene, come discusso in precedenza, era stata coinvolta in una guerra con i suoi alleati; nel 355 a.C., gli Ateniesi concordarono una pace che lasciò indipendenti molti dei loro ex alleati, indebolendo gravemente il loro potere. Anche se queste potenze protestarono contro le azioni di Filippo, Atene era attanagliata da molti altri problemi per tentare qualsiasi intervento; Filippo quindi poté andare avanti, in gran parte, incontrastato fino al 354 a.C.

## Tessaglia e guerre sacre (356–352 a.C.)

### Scenario
La terza guerra sacra (spesso chiamata semplicemente guerra sacra) scoppiò nel 356 a.C., e presentò a Filippo la sua prima vera opportunità di espandere la sua influenza negli affari della Grecia centrale e meridionale. La guerra fu apparentemente causata dal rifiuto della Confederazione della Focide a pagare una sanzione a lei inflitta nel 357 a.C. dalla Lega anfizionica, un'organizzazione religiosa pan-greca che governava il più importante luogo sacro della Grecia antica, il Tempio di Apollo a Delfi. Dietro l'elemento religioso, probabilmente si celava una questione di realpolitik nel portare accuse contro i Focesi, istigata dai Tebani. In quel momento, Tebe controllava la maggioranza dei voti nel consiglio, e in occasione della riunione autunnale del 357 a.C., i Tebani furono in grado di accusare sia i Focesi (per la coltivazione della terra sacra) che gli Spartani (per l'occupazione di Tebe 25 anni prima), denunciandoli e sanzionandoli. Dal momento che per entrambe le parti le sanzioni erano "ingiustificatamente dure", i Tebani, probabilmente, si aspettavano che nessuna delle due parti pagasse, e, quindi, di essere in grado di dichiarare una "guerra santa" contro entrambi.

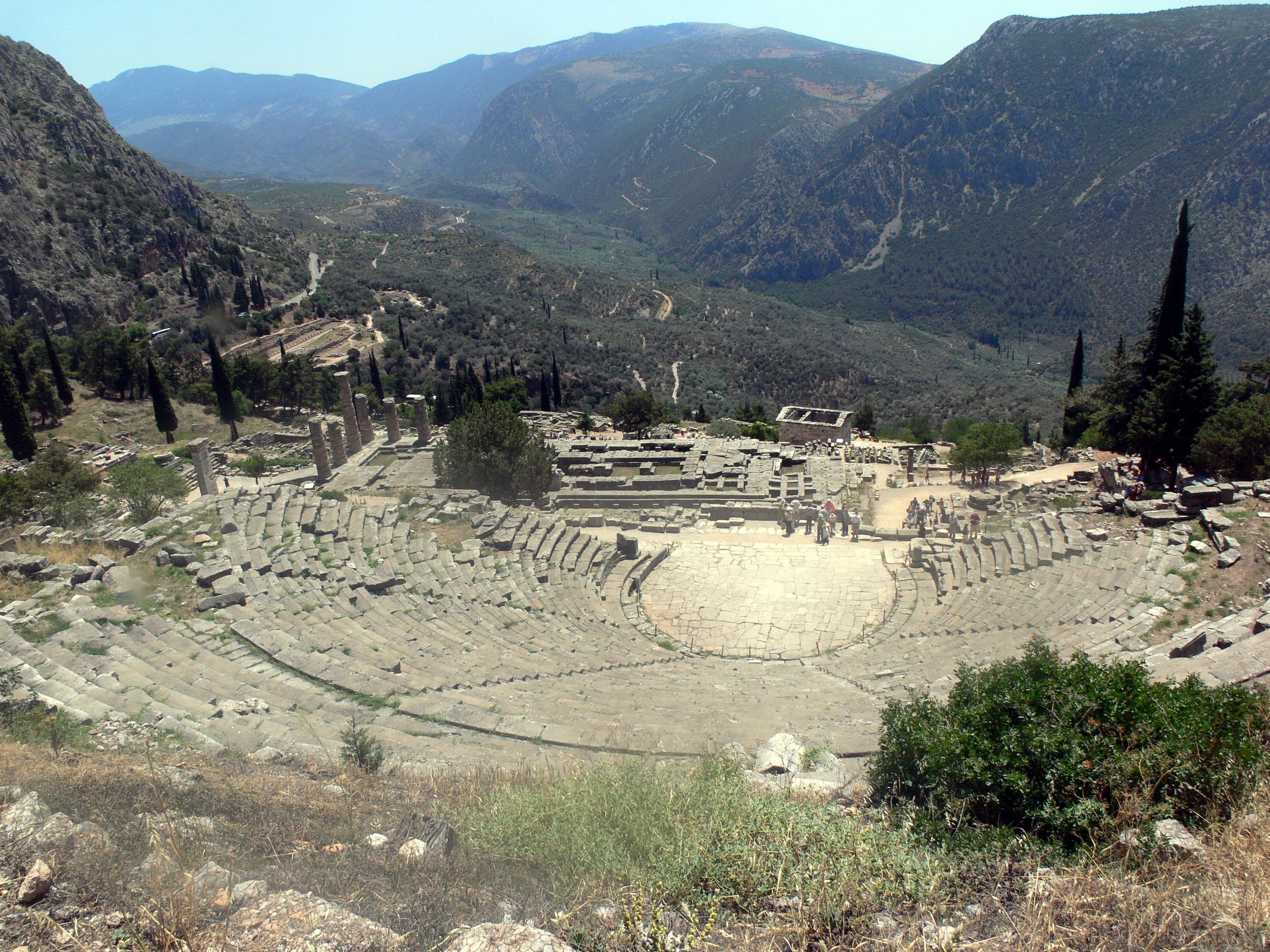
Rovine dell'antica Delfi.

In risposta, i Focesi, sotto la guida di Filomelo, sequestrarono Delfi (che si trovava entro i confini della Focide), e affermarono l'antica pretesa di ottenere la presidenza del Lega anfizionica, intendendo così annullare la sanzione ricevuta. Sembra ci fosse una certa simpatia in Grecia nei confronti dei Focesi, dal momento che gli altri stati potevano vedere che "i Tebani... avevano usato l'anfizione per perseguire vendette meschine e distruttive". I Focesi erano sostenuti da Atene (nemica perenne di Tebe) e, non sorprende, anche da Sparta, la quale sperava di vedere annullata la propria sanzione quando i Focesi avessero sequestrato Delfi. Tuttavia, Filomelo saccheggiò il tesoro di Apollo per pagare i mercenari, costituendo così un potente esercito, ma alterando drasticamente l'opinione degli altri Stati greci. Nell'inverno del 356/355 a.C. venne pertanto dichiarata una "guerra sacra" contro i Focesi da parte del Consiglio anfizionico, con i Tebani tra i protagonisti. La guerra iniziò relativamente bene per i Focesi, ma vennero poi pesantemente sconfitti dai Tebani a Neon nel 355 o nel 354 a.C., e Filomelo cadde in battaglia. Imperterrito, Onomarco prese il suo posto e assoldò nuovi mercenari per continuare la lotta.

### Cronologia delle guerre sacre
Le fonti antiche sulle guerre sacre sono scarse e generalmente prive di informazioni cronologiche. Pertanto gli storici moderni hanno creato accesi dibattiti senza ottenere un chiaro consenso. Viene generalmente accettato che la guerra durò 10 anni e si concluse nell'estate del 346 a.C. (l'unica data certa), che lascia ipotizzare al 356 a.C. l'inizio della guerra, con il sequestro di Delfi ad opera di Filomelo. Dopo la sconfitta di Filomelo a Neon, i Tebani pensarono che fosse sicuro inviare il generale Pammene in Asia con 5 000 opliti; come si è detto, Pammene probabilmente incontrò Filippo a Maronea nel 355 a.C., durante il suo viaggio in Asia. Buckler, l'unico storico che ha prodotto uno studio sistematico sulla guerra sacra, pone quindi Neon nel 355 a.C. e suggerisce che dopo l'incontro con Pammene, Filippo andò ad iniziare l'assedio di Metone. Altri storici hanno posto Neon nel 354 a.C., perché Diodoro dice che la battaglia ebbe luogo mentre Filippo assediava Metone, evento che Diodoro (ad un certo punto) situa nel 354 a.C. Tuttavia, la cronologia di Diodoro relativa alla guerra sacra è molto confusa; egli fa risalire l'inizio e la fine della guerra a un anno dopo, dicendo che la guerra durò 9, 10 o 11 anni, e indica l'assedio di Metone con due date differenti; pertanto le sue date non possono essere considerate attendibili.
Trascurando le date, la maggior parte degli storici concordano sulla stessa sequenza di eventi per questa parte della guerra sacra. La questione principale è quindi stabilire l'inizio della sequenza. Così, Buckler (così come Beloch e Cloche) datano Neon al 355 a.C., Metone al 355-354 a.C., la prima campagna di Tessaglia di Filippo al 354 a.C. e la seconda al 353 a.C. Al contrario, Cawkwell, Sealey, Hammond e altri minori spostano tutte queste date di un anno, a cominciare da Neon nel 354 a.C.

### Prima campagna in Tessaglia
La guerra sacra sembrava aver rinnovato il conflitto all'interno della Tessaglia. La Lega della Tessaglia era fedele sostenitrice della Lega anfizionica ed era portatrice di un antico odio nei confronti dei Focesi. Al contrario, Fere si era alleata con i Focesi. Nel 354 o 353 a.C., gli Alevadi si appellarono a Filippo per chiedergli aiuto per sconfiggere Fere. Filippo rispose in maniera affermativa, forse non sorprendentemente:
(John Buckler)
Filippo quindi approntò un esercito in Tessaglia, probabilmente con l'intenzione di attaccare Fere. Secondo i termini della loro alleanza, Licofrone di Fere richiese l'aiuto dei Focesi, e Onormarco inviò suo fratello, Faillo con 7 000 uomini; tuttavia, Filippo respinse questa forza prima che potesse unirsi all'esercito di Fere. Onomarco abbandonò l'assedio in cui era impegnato e portò tutto il suo esercito in Tessaglia per attaccare Filippo. È possibile che Onomarco sperasse di conquistare la Tessaglia, cosa che avrebbe lasciato i Tebani isolati (Locride e Doris essendo già cadute sotto i Focesi), dando così a questi ultimi la maggioranza nel Consiglio anfizionico e permettendo loro di porre così fine alla guerra sacra. Onomarco, probabilmente, portò con sé 20 000 fanti, 500 cavalieri e un gran numero di catapulte, ponendo così in inferiorità numerica l'esercito di Filippo. I dettagli esatti della campagna successiva non sono chiari, ma Onomarco sembra aver inflitto due sconfitte a Filippo, con l'uccisione di molti Macedoni. Polieno suggerisce che la prima delle vittorie di Onomarco fu facilitata dall'uso di catapulte per lanciare pietre sulle falangi macedoni, mentre salivano una pendenza per attaccare i Focesi. Dopo queste sconfitte, Filippo si ritirò in Macedonia per l'inverno. Si dice che avrebbe commentato che: "non scappavo, ma, come un ariete, mi sono tirato indietro per poter avanzare di nuovo più pesantemente".

### Seconda campagna in Tessaglia
Filippo tornò in Tessaglia l'estate seguente (353 o 352 a.C., a seconda della cronologia seguita), dopo aver messo assieme un nuovo esercito in Macedonia, chiedendo formalmente ai Tessali di unirsi a lui nella guerra contro i Focesi; i Tessali, anche se delusi dal risultato di Filippo l'anno precedente, realisticamente avevano poca scelta se volevano evitare di essere conquistati dall'esercito di Onomarco. Filippo aveva così radunato tutti gli avversari Tessali di Fere e poteva disporre, secondo Diodoro, di un esercito costituito da 20 000 fanti e 3 000 cavalieri.

#### Pagase
Ad un certo punto, durante le sue campagne in Tessaglia, Filippo aveva catturato il porto strategico di Pagase, che era il porto di Fere. Non è chiaro se ciò era avvenuto durante la prima o la seconda campagna; sia Buckler che Cawkwell suggeriscono che ebbe luogo nella seconda campagna, prima della battaglia dei Campi di Croco Prendendo Pagase, è probabile che Filippo abbia impedito a Fere di essere rafforzata dal mare durante la sua seconda campagna. Buckler suggerisce che Filippo aveva imparato la lezione dalla campagna precedente, e intendeva precludere a Fere ogni aiuto esterno prima di attaccarla.

#### Battaglia dei Campi di Croco
Nel frattempo, Onomarco tornò in Tessaglia, per cercare di proteggere l'ascesa dei Focesi, con la stessa forza dell'anno precedente. Inoltre, gli Ateniesi inviarono Carete per aiutare i loro alleati Focesi, vedendo la possibilità di sferrare un colpo decisivo contro Filippo. Gli eventi successivi non sono chiari, ma venne combattuta una battaglia tra Macedoni e Focesi, probabilmente quando Filippo cercò di impedire alle forze focesi di unirsi a quelle di Fere, e soprattutto, prima che arrivassero gli Ateniesi. Secondo Diodoro, i due eserciti si incontrarono su una vasta pianura vicino al mare (i campi di Croco), probabilmente nelle vicinanze di Pagase. Filippo mandò i suoi uomini in battaglia con indosso una corona di alloro, simbolo di Apollo; "come se egli fosse il vendicatore... del sacrilegio, e procedesse a combattere sotto la sua guida, del dio". Alcuni dei mercenari Focesi, presumibilmente, gettarono le armi, turbati dalla loro coscienza sporca. Nella battaglia che ne seguì, la più sanguinosa mai registrata nella storia dell'antica Grecia, Filippo ottenne una vittoria decisiva contro i Focesi. In totale vennero uccisi 6 000 Focesi, tra cui Onormarco, e altri 3 000 vennero fatti prigionieri. Onomarco venne impiccato o crocifisso e gli altri prigionieri annegati, come richiedeva il rituale per i ladri del tempio. Queste punizioni vennero progettate per negare agli sconfitti una onorevole sepoltura; Filippo, quindi, continuò a presentarsi come il vendicatore pio del sacrilegio commesso dai Focesi. Buckler affermò che:. «Non si dovrebbe supporre automaticamente che un annegamento di massa [...] avrebbe scosso il mondo greco, visto che anche l'indole mite di Isocrate ritenne che i mercenari focesi erano meglio morti che vivi... davvero terribile fu la punizione, ma era del tutto coerente con il ruolo di Filippo come vendicatore di Apollo".

#### Riorganizzazione della Tessaglia
Fu probabilmente all'indomani della sua vittoria (se non prima) che i Tessali nominarono Filippo arconte della Tessaglia. Questo fu un riconoscimento a vita, e diede a Filippo il controllo su tutte le entrate della Confederazione della Tessaglia e il comando dell'esercito tessalo.
Filippo era a quel punto in grado di disporre della Tessaglia a suo piacimento e probabilmente portò prima a termine l'assedio di Pagase, per negare agli Ateniesi un approdo in Tessaglia. Pagase non faceva parte della Confederazione della Tessaglia e Filippo la prese quindi come propria e la presidiò installandovi una guarnigione. La caduta di Pagase ora lasciava Fere totalmente isolata. Licofrone, piuttosto che subire il destino di Onomarco, trattò con Filippo e in cambio della consegna di Fere, gli fu concesso, insieme a 2 000 dei suoi mercenari, di andare in Focide. Filippo decise di unire sotto il suo governo tutte le città tradizionalmente recalcitranti della Tessaglia. Prese il controllo diretto di diverse città della Tessaglia occidentale, esiliò i dissidenti, e in un caso di rifondazione delle città, sostituì la popolazione con dei macedoni; strinse il suo controllo di Perrebia, e invase Magnesia dove lasciò una guarnigione; "quando terminò, era signore della Tessaglia."

#### Termopili
Una volta soddisfatto della sua riorganizzazione della Tessaglia, Filippo marciò verso sud fino al passo delle Termopili, la porta verso la Grecia centrale. Probabilmente intendeva far seguire alla sua vittoria sui Focesi, l'invasione della Focide, una prospettiva che allarmò notevolmente gli Ateniesi, dal momento che una volta passate le Termopili, avrebbe potuto marciare su Atene. Gli Ateniesi, quindi, inviarono una forza alle Termopili e occuparono il passo; c'è un certo dibattito sul fatto che altri contingenti possano essersi uniti agli Ateniesi alle Termopili. Gli Ateniesi erano sicuramente lì, dal momento che l'oratore ateniese Demostene ha celebrato la difesa del passo in uno dei suoi discorsi. Cawkwell suggerisce che la forza ateniese era quella che Diodoro dice fu spedita sotto Nausicle e composta da 5 000 fanti e 400 cavalieri, ai quali si erano aggiunti i resti dell'esercito focese e i mercenari di Fere. Tuttavia, Buckler sostiene che Diodoro non cita mai le Termopili, e la forza sotto Nausicle venne inviata per aiutare i Focesi l'anno successivo; invece, crede che un'altra forza ateniese tenne il controllo del passo senza assistenza di altri. Anche se sarebbe stato possibile forzare il passo, Filippo non tentò di farlo, preferendo non rischiare una sconfitta dopo i suoi grandi successi in Tessaglia.

### Situazione al 352 a.C.
Cawkwell descrive il 352 a.C. come l'annus mirabilis di Filippo. La sua nomina all'alto comando in Tessaglia comportò un enorme aumento del suo potere, dandogli un ruolo determinante nel nuovo esercito. Le sue azioni, come "vendicatore" e "salvatore" di Apollo lo resero gradito a tutti i Greci in generale. Come risultato della maggior potenza e influenza di Filippo, Worthington suggerisce che Filippo era inarrestabile nel suo intento di controllare tutta la Grecia già al momento della "Prima Filippica" di Demostene (351 a.C.)

#### Situazione strategica
Lo stallo alle Termopili indicò la direzione futura del conflitto in corso tra Filippo e gli Ateniesi. Atene era una potenza navale significativa, mentre la Macedonia non aveva alcuna reale marina. Al contrario, la Macedonia aveva un potente esercito, in particolare con l'aggiunta dei Tessali dopo il 352 a.C., che Atene non poteva sperare di eguagliare. Gli Ateniesi quindi avrebbero potuto impedire a Filippo di attaccarli via mare, ma non via di terra; a meno che non avessero potuto occupare le Termopili per tempo. Il passo era abbastanza stretto da poter essere controllato da un esercito poco numeroso e poteva essere aggirato solo con una certa difficoltà, cioè gli Ateniesi potevano sperare di resistere a Filippo proprio in quel punto; le Termopili quindi diventarono la posizione chiave del conflitto. Gli Ateniesi iniziarono a rendersi conto che non potevano sperare di recuperare Anfipoli, o sconfiggere Filippo, ma dovevano invece agire sulla difensiva; come disse Demostene: "la guerra fin dall'inizio era destinata a essere una vendetta contro Filippo, ora alla sua conclusione, occorre cercare di non soffrire per mano di Filippo". Dal punto di vista di Filippo, dopo aver ottenuto il controllo di Anfipoli, avrebbe potuto operare nel Mar Egeo settentrionale senza ostacoli, soprattutto facendo una campagna durante il periodo in cui soffiava il Meltemi, o in inverno, quando la flotta ateniese poteva fare ben poco per fermarlo. Tuttavia, egli non poteva avanzare facilmente in Grecia, per attaccare Atene per esempio, se le Termopili non erano sotto il suo controllo.

## Tracia (353–352 a.C.)
Molti storici concordano sul fatto che Filippo fece una campagna in Tracia nel 353 a.C., ma cosa esattamente realizzò è una questione di una certa confusione. Come è stato discusso, alcuni storici, tra cui Cawkwell e Sealey, posizionano la campagna di Maronea e Abdera nel 353 a.C. Altri suggeriscono che, in una campagna i cui dettagli sono essenzialmente sconosciuti, Filippo sconfisse il re della Tracia centrale, Amadoco II, riducendolo al rango di alleato. Dal momento che le campagne di Maronea e Abdera si svolsero nel territorio di Amadoco, sembra probabile che Filippo attuò la campagna contro Amadoco nel 353 a.C.
Nella prima parte del 352 a.C. si erano verificati numerosi eventi chiave in Tracia, o nei suoi dintorni, che confermano l'influenza di Filippo nella regione. Il generale ateniese Carete catturò Sesto, nel Chersoneso Tracico nei primi mesi dell'anno, probabilmente prendendo la città a Cersoblette. Gli ateniesi avevano un interesse di lunga data nel Chersoneso Tracico per ragioni strategiche, e vi avevano formato una parte significativa del loro 'impero' nel V secolo a.C. In primo luogo, Atene dipendeva in larga misura dalle importazioni di grano dalla Crimea per il suo approvvigionamento alimentare e controllare il Chersoneso Tracico aveva contribuito a garantire che i rifornimenti sarebbero passati in modo sicuro attraverso l'Ellesponto. In secondo luogo, il Chersoneso Tracico era stato utilizzato come luogo dove sistemare la cittadinanza di Atene in eccesso, di solito sotto forma di cleruchie, le colonie che non erano politicamente indipendenti dalla città madre. Dopo la cattura di Sesto, Cersoblette, che fino a quel momento aveva resistito ai tentativi ateniesi di recuperare il Chersoneso Tracico, venne a patti con Atene. Probabilmente era preoccupato dell'influenza acquisita da Filippo nella regione, e, quindi cercò di allearsi con gli Ateniesi, dando loro il controllo di tutte le città della penisola tranne Cardia. Inoltre, la Lega calcidica sembrava aver voltato le spalle a Filippo nel 352 a.C., probabilmente perché preoccupata per i suoi progetti sul suo territorio, e cercò di stipulare la pace con Atene.
Filippo, probabilmente, effettuò anche una campagna in Tracia verso la fine del 352 a.C., forse dopo il ritorno dalla Tessaglia. A questo punto, se non prima, Filippo sconfisse e soggiogò Amadoco, e probabilmente detronizzò Cetriporide. Durante la campagna, l'esercito di Filippo entrò in profondità nel territorio di Cersoblette e pose l'assedio alla fortezza di Heraion Teichos situata nei pressi di Perinto, sulla costa del mar di Marmara (anche se Buckler pone questo assedio nel 353 a.C.). Alla notizia dell'assedio, gli Ateniesi decisero una spedizione di 40 triremi per opporsi a Filippo. Tuttavia, seppero che Filippo era morto (o ammalato) e la missione di soccorso in realtà non fu mai inviata. Sembra chiaro che Filippo si ammalò durante la campagna, ma non si sa esattamente come la campagna si concluse. Fu probabilmente in questa occasione che Filippo prese in ostaggio il figlio di Cersoblette e lo portò a Pella, ponendo così fine alla libertà d'azione di Cersoblette.

## Guerra contro Olinto (349–348 a.C.)
Come già detto, la Lega calcidica aveva fatto pace con Atene nel 352 a.C., in palese violazione della sua alleanza con Filippo, a causa della crescente paura per il potere macedone. Cawkwell sostiene che da quel momento in poi, Olinto e la Lega erano condannati. Tuttavia, i successivi anni del regno di Filippo sembra siano stati militarmente tranquilli; Diodoro non menziona alcuna attività di Filippo fino a 349 a.C. Filippo non fece ulteriori sforzi per intervenire nella guerra sacra, che era in corso fino al 346 a.C. Nel frattempo, potrebbe esserci stata un po' di agitazione in Macedonia; Filippo aveva fatto uccidere uno dei suoi fratellastri (figlio della seconda moglie di Aminta III), e altri due erano fuggiti a Olinto. Secondo Giustino, ciò fornì a Filippo il pretesto di attaccare Olinto e la Lega calcidica.

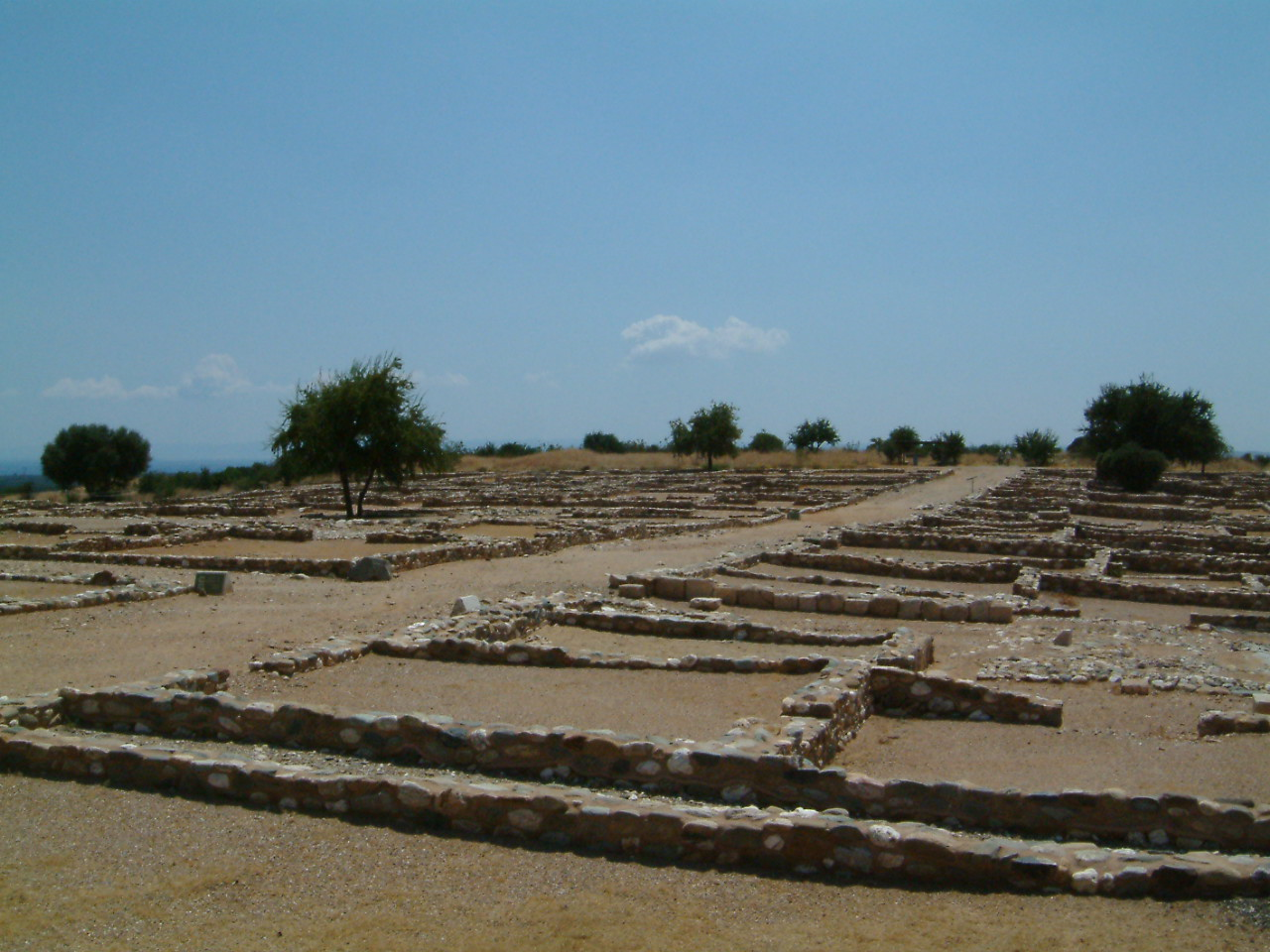
Rovine dell'antica Olinto.

Filippo, finalmente, iniziò la sua campagna contro la Lega calcidica nel 349 a.C., probabilmente nel mese di luglio, quando i venti Meltemi avrebbero impedito ad Atene l'invio di aiuti. Diodoro dice che iniziò assediando, catturando e radendo al suolo la fortezza di Zereia (forse Stagira; altrimenti sconosciuta). Filippo sembra avere metodicamente operato intorno alle 32 città della Lega, lasciando Olinto per ultima. Almeno alcune città a lui sottoposte, tra cui Toroni e Meciberna - una piccola città che aveva funzionato come porto di Olinto - avevano potuto osservare il destino delle città che avevano resistito a Filippo. Entro la primavera del 348 a.C., la parte occidentale della penisola Calcidica era andata perduta, e gli abitanti di Olinto provarono a devastare il loro ex territorio.
Infine, probabilmente nel giugno del 348 a.C., assieme agli eserciti di tutte le altre città catturate, Filippo si dispose ad attaccare Olinto. Secondo Diodoro, ci furono due battaglie campali contro Olinto; dopo essere stati sconfitti due volte, gli abitanti di Olinto vennero poi confinati dalla città. Due dei comandanti di Olinto, Euticrate e Lastene, disertarono a favore di Filippo con 500 cavalieri poco prima dell'assedio. Diodoro afferma quindi che la città cadde per tradimento; certamente il tradimento venne commesso, ma non è chiaro in che modo la città venne catturata. In entrambi i casi, entro settembre l'assedio era finito, e la Lega calcidica era stata annientata. Filippo rase al suolo la città, e vendette gli abitanti come schiavi; la stessa sorte attendeva le altre città calcidiche che non si erano sottomesse a lui. Filippo incorporò la penisola Calcidica nel regno Macedone, distribuendo la terra tra i suoi seguaci.

### Atene e la guerra contro Olinto
Quando Filippo iniziò il suo attacco nel 349 a.C., Olinto si appellò ad Atene per chiedere aiuto. In risposta, Demostene fece una serie di discorsi, ora noti come Olintiache, incoraggiando gli Ateniesi a resistere a Filippo. Il periodo che va dal 351 al 346 a.C. segna la graduale ascesa di Demostene nella politica ateniese, divenendo il maggior sostenitore della resistenza di Atene a Filippo. Tuttavia, proprio il momento in cui Demostene divenne importante è oggetto di discussione; Cawkwell sottolinea che la possibilità di avere a disposizione buona parte dei discorsi di Demostene può farlo sembrare più importante di quanto in realtà non fosse stato. Alla fine, gli Ateniesi decisero di inviare una forza di 2 000 mercenari con armi leggere (secondo le fonti dei peltasta, anche se a rigor di termini, non lo erano), e 38 triremi per aiutare Olinto. Trenta delle triremi erano già in servizio sotto Carete, forse operanti nel nord del Mar Egeo; le altre 8 dovevano essere dotate di equipaggio di cittadini Ateniesi. Tuttavia, non è chiaro se questa forza ottenne qualcosa.
Più tardi, nei primi mesi del 348 a.C., Olinto fece un nuovo appello di aiuto. Gli Ateniesi inviarono Caridemo, un ex generale di Cersoblette che era diventato cittadino ateniese, con 4 000 peltasta, 150 cavalieri e 18 triremi; delle triremi, 10 erano già probabilmente in servizio, e le altre 8 avrebbero potuto essere quelle inviate con Carete nel 349 a.C. Caridemo si unì agli abitanti di Olinto e insieme attaccarono l'ex territorio di Olinto nella penisola Calcidica occidentale. Infine, poco prima che iniziasse l'assedio finale di Olinto, i suoi abitanti fecero un ulteriore appello di aiuto. Gli Ateniesi erano pronti ad inviare una forza di opliti cittadini, ma vennero ritardati, probabilmente a causa dei venti Meltemi, e arrivano troppo tardi.

### Eubea
Atene non riuscì ad inviare aiuti più efficaci a causa di eventi accaduti in Eubea nel 348 a.C. Un politico preminente della Calcide, Callia cercò di unire le città dell'Eubea in una nuova confederazione e questo, inevitabilmente, avrebbe significato la fine della finora forte presenza ateniese sull'isola. Dal punto di vista strategico ciò non era accettabile per Atene. Nel 410 a.C., lo stretto tra l'Eubea e la terraferma, l'Euripo, era ristretto, e quindi collegato alla Calcide. Se l'Eubea, e in particolare la Calcide, non fosse stata più controllata da Atene, Filippo avrebbe potuto potenzialmente attraversare l'Eubea dalla Tessaglia, e poi attraversarla nuovamente dalla Beozia attraverso la Calcide, aggirando in tal modo le Termopili. L'intera strategia ateniese negli anni successivi al 352 a.C., quindi necessitava il mantenimento dell'Eubea.
Nei primi mesi del 348 a.C., gli Ateniesi erano distratti dagli eventi dell'Eubea, e non erano in condizione di dare grande aiuto ad Olinto e pertanto la spedizione, che gli Ateniesi inviarono in Eubea per cercare di mantenere la loro posizione sull'isola, fu un disastro e quindi dovettero cercare la pace con la Calcide, in tal modo perdendo il controllo dell'isola. È possibile che Filippo avesse incitato la rivolta in Eubea, anche se si ritiene più probabile che si sia trattato di una lettura errata di un discorso del politico ateniese Eschine.

## Fine della guerra sacra (347–346 a.C.)
Il politico ateniese Filocrate, nel 348 a.C., aveva suggerito di offrire la pace a Filippo durante la guerra di Olinto. Tuttavia, l'Assemblea ateniese aveva rifiutato questa proposta, mettendo Filocrate sotto processo, e anche se poi venne scagionato dalle accuse, era troppo tardi per salvare Olinto. La guerra tra Atene e Filippo continuò quindi nel 347 a.C., come era stato per la guerra sacra. Nel 347 a.C., Filippo mandò dei corsari ad attaccare le colonie ateniesi nelle isole dell'Egeo. Nel frattempo, stava diventando chiaro che la guerra sacra poteva essere conclusa solo da un intervento esterno. I Focesi avevano occupato diverse città della Beozia, ma erano a corto di denaro per pagare i loro mercenari; al contrario, i Tebani erano in grado di agire efficacemente contro i Focesi. Il generale focese Faleco era stato rimosso dal suo comando nel 347 a.C., e al suo posto erano stati nominati tre nuovi generali che attaccarono di nuovo con successo la Beozia. I Tebani si appellarono a Filippo per aiuto, il quale inviò una piccola forza per dar loro assistenza. Filippo inviò una forza sufficiente ad onorare la sua alleanza con Tebe, ma non abbastanza per porre fine alla guerra - desiderando personalmente la gloria della fine della guerra, a sua scelta, e alle sue condizioni.
Nei primi mesi del 346 a.C., Filippo fece conoscere la sua intenzione di marciare a sud con i Tessali, anche se non disse dove e perché. I Focesi quindi fecero dei piani per la difesa delle Termopili, e chiesero l'intervento di Spartani e Ateniesi, probabilmente intorno al 14 febbraio. Gli Spartani inviarono Archidamo III con 1 000 opliti, e gli Ateniesi ordinarono a tutti gli abili al servizio militare sotto l'età dei 40 anni di andare in aiuto dei Focesi. Tuttavia, tra l'appello dei Focesi e la fine del mese, tutti i piani vennero sconvolti dal ritorno al potere di Faleco in Focide; Ateniesi e Spartani dissero in seguito che non era stato loro permesso di difendere le Termopili. Le fonti antiche non chiariscono perché Faleco era tornato al potere, né perché adottò questo drastico mutamento nella politica. Cawkwell suggerisce, sulla base di osservazioni di Eschine, che l'esercito focese restaurò Faleco perché non era stato adeguatamente pagato, e inoltre perché Faleco, rendendosi conto che l'esercito non avrebbe potuto essere pagato e che i Focesi non avrebbero più potuto sperare di vincere la guerra, decise di cercare di negoziare un accordo di pace con Filippo.

### Pace con Atene
Quando gli Ateniesi ricevettero questa notizia, cambiarono rapidamente politica. Se le Termopili non potevano più essere difese, la sicurezza ateniese non poteva più essere garantita. Entro la fine di febbraio, gli Ateniesi avevano inviato un'ambasciata a Filippo, costituita da Filocrate, Demostene e Eschine, per discutere di pace tra Atene e la Macedonia. L'ambasciata ebbe due udienze da Filippo, durante le quali ogni parte presentò le proprie proposte per i termini dell'accordo di pace. L'ambasciata poi tornò ad Atene per presentare i termini proposti all'Assemblea di Atene, insieme ad una ambasciata macedone, voluta da Filippo per finalizzare un accordo. Gli Ateniesi discussero il trattato di pace nel mese di aprile e cercarono di proporre una pace nella quale tutti gli Stati greci avrebbero potuto partecipare (compresa la Focide). Tuttavia, Demostene (a quel punto un forte sostenitore della pace) convinse l'Assemblea che Filippo non avrebbe mai accettato una tale pace, e che la posizione vulnerabile di Atene faceva sì che non avevano altra scelta che accettare le condizioni di Filippo. Il 23 aprile, gli Ateniesi giurarono sui termini del trattato, che è oggi conosciuto come la Pace di Filocrate, alla presenza degli ambasciatori macedoni. Tra i termini principali dell'accordo vi era che Atene diventava alleata di Filippo e che rinunciava definitivamente alla sua pretesa su Anfipoli.

### Fine dell'indipendenza della Tracia
Dopo la prima ambasciata ateniese in Macedonia, Filippo continuò la campagna contro Cersoblette. I dettagli sulla campagna sono scarsi, ma sembra che Filippo abbia facilmente catturato il tesoro dei Traci sulla "Montagna Sacra". Poi, invece di deporre Cersoblette, lo fece suo alleato, nello stesso modo come aveva fatto con suo fratello Amadoco.

### Soluzione della guerra sacra
Dopo aver accettato le condizioni di pace con gli ambasciatori macedoni nel mese di aprile, gli Ateniesi inviarono una seconda ambasciata in Macedonia, per avere i giuramenti di pace da Filippo. Quando l'ambasciata giunse da Filippo, con Demostene e Eschine quali componenti, fu piuttosto sorpresa di trovare ambasciate di tutti i principali combattenti della guerra sacra, convenute al fine di discutere una soluzione alla guerra. Quando Filippo tornò dalla Tracia ricevette tutte queste ambasciate. I Tebani e i Tessali gli chiesero di prendere la direzione della Grecia e di punire la Focide; al contrario, i Focesi, sostenuti dagli Spartani e dagli Ateniesi, pregarono Filippo di non attaccare la Focide. Filippo, però, ritardò a prendere una decisione; "[egli] cercò con ogni mezzo di non rivelare come aveva intenzione di risolvere le cose, incoraggiando privatamente entrambe le parti a sperare che avrebbe fatto come volevano, ma invitandole a non prepararsi alla guerra, poiché un accordo era a portata di mano"; ritardò anche il giuramento sulla pace di Filocrate Preparativi militari erano in corso a Pella in questo periodo, ma Filippo disse agli ambasciatori che erano per una campagna contro Halos, una piccola città della Tessaglia che gli si era opposta. Partì per Halos prima di effettuare qualsiasi pronunciamento, costringendo l'ambasciata ateniese a viaggiare con lui; solo quando raggiunsero Fere, Filippo si decise a giurare, consentendo così agli ambasciatori ateniesi di tornare in patria.
Era ora che Filippo applicasse il colpo di grazia. Aveva convinto gli Ateniesi e gli altri Greci che lui e il suo esercito si stavano dirigendo verso Halos, ma sembra certo che avesse inviato altre unità direttamente alle Termopili. Tutta la Grecia centrale e meridionale era ora alla mercé di Filippo, e gli Ateniesi non avrebbero potuto salvare i Focesi anche se avessero abbandonato la pace. Filippo poteva essere certo di dettare i termini della fine della guerra sacra, dal momento che ora poteva usare la forza contro qualsiasi Stato che non avesse accettato il suo arbitrato. Iniziò facendo una tregua con Falaico il 19 luglio; Falaico gli offrì la resa della Focide in cambio del permesso all'esilio, con i suoi mercenari, e di andare dove avesse voluto. Filippo dichiarò poi che il destino della Focide non sarebbe stato deciso da lui, ma dal Consiglio della Lega anfizionica. Tuttavia, è chiaro che Filippo stava dettando i termini dietro le quinte; attribuire alla Lega anfizionica la responsabilità formale, gli consentiva di dissociarsi dai termini in futuro.
In cambio per aver posto fine alla guerra, la Macedonia venne fatta membro del Consiglio anfizionico, e le vennero dati i due voti che erano stati spoliati alla Focide. Questo fu un momento importante per Filippo, dal momento che l'adesione della Macedonia alla Lega anfizionica significava che non era più uno stato barbaro agli occhi dei Greci. Le condizioni imposte ai Focesi erano molto dure, ma realisticamente Filippo non aveva altra scelta che imporre tali sanzioni; aveva bisogno del sostegno dei Tessali (nemici giurati della Focide), e non poteva rischiare di perdere il prestigio che aveva ottenuto con la sua condotta religiosa durante la guerra. Oltre ad essere state espulse dal Consiglio anfizionico, tutte le città focesi dovevano essere distrutte e gli abitanti avrebbero dovuto stanziarsi in "villaggi" con non più di cinquanta case; il denaro rubato dal tempio doveva essere versato ad un tasso di 60 talenti all'anno; i Focesi tuttavia mantennero la loro terra. Gli Ateniesi, avendo fatto la pace con Filippo, non vennero penalizzati dal Consiglio anfizionico, e gli Spartani sembra che se la fossero cavata con poco. Filippo presiedette le feste anfizioniche in autunno, e quindi, con grande sorpresa dei Greci, tornò in Macedonia per non tornare in Grecia che sette anni più tardi. Conservò comunque il suo accesso, per presidiare la città più vicina alle Termopili, Nicea con le truppe della Tessaglia.

### Situazione al 346 a.C.
Il 346 a.C. fu un altro anno straordinario per Filippo. Le città-stato della Grecia si erano indebolite negli anni precedenti, e Filippo era quindi l'unica forza in grado di porre finalmente fine alla guerra sacra. In definitiva, una volta avuto il controllo delle Termopili, questa forza militare gli consentì di risolvere la guerra con la semplice minaccia della forza. Filippo intendeva senza dubbio risolvere la guerra, prima ancora che i Tessali e i Tebani chiedessero che fosse lui a farlo, e le condizioni alle quali venne conclusa la guerra fossero presumibilmente quelle che avrebbe voluto; giungere a una pace separata con Atene era un vantaggio. Filippo era, con la sua adesione al Consiglio anfizionico, legittimato come un "vero" Greco, e con il prestigio che aveva guadagnato per la sua pia condotta verso Apollo, e con la sua forza militare, era ora de facto il "capo" delle città-stato greche. Hornblower suggerisce pertanto che Filippo fu l'unico vero vincitore della guerra sacra. Inoltre, il dominio di Filippo sulla Grecia settentrionale e il nord Egeo era ormai quasi completo, dopo il suo successo nella guerra di Olinto e la sottomissione di Cersoblette. Diodoro riassume così i risultati di Filippo nel 346 a.C.:
(Diodoro Siculo)
C'è stato un gran dibattito tra gli storici circa le motivazioni che determinarono le mosse di Filippo nel 346 a.C., con particolare riguardo ad Atene. Sebbene Filippo avesse fatto pace e alleanza con Atene prima della sua soluzione della guerra sacra, Atene non riuscì ad inviargli le truppe che aveva richiesto secondo i termini dell'alleanza. Anche se Filippo non aveva bisogno di queste truppe, l'impossibilità di Atene ad onorare i termini diede a Filippo fondati motivi di guerra. Tuttavia, anche quando aveva ottenuto il controllo delle Termopili, non fece alcuna mossa ostile verso Atene, e impedì qualsiasi pena potesse essere riservata ad Atene dal Consiglio anfizionico. Perché Filippo fu così indulgente verso Atene? Cawkwell suggerisce che Filippo stava già cominciando a contemplare una campagna contro la Persia nel 346 a.C. (come suggerito da Diodoro), nel qual caso avrebbe avuto necessità di disporre delle potente flotta ateniese; da qui la sua richiesta di alleanza, e la sua pazienza nei confronti di Atene. Questo può anche fornire un'altra spiegazione per l'utilizzo, da parte di Filippo, del Consiglio anfizionico per risolvere formalmente la guerra sacra; se doveva fare una campagna in Asia, la Grecia aveva bisogno di essere tranquilla, e una pace imposta attraverso un'organizzazione pan-greca (sostenuta con la minaccia di un intervento Macedone), aveva maggiori probabilità di successo di una imposta direttamente dalla Macedonia.

## Riorganizzazione e ridimensionamento (345–342 a.C.)
L'anno successivo, Filippo tornò a ristrutturare la Macedonia. Giustino riferisce che dopo il ritorno in Macedonia, iniziò a trapiantare parti della popolazione in nuove località, rafforzando in particolare le città della Macedonia. Questo probabilmente per aumentare la sicurezza della popolazione e promuovere il commercio; Alessandro Magno avrebbe in seguito ricordato che il padre aveva portato "i Macedoni giù dalle colline alla pianura".

### Illiria (345 a.C.)
Filippo tornò poi alla campagna contro gli Illiri, particolarmente Pleurato, il cui regno probabilmente era lungo il fiume Drin nella moderna Albania. Durante la campagna, Filippo subì una frattura alla tibia di eccezionale entità, e fu salvato dalla morte dal coraggio dei suoi compagni cavalieri (150 dei quali vennero feriti nel corso della campagna). Filippo non fece alcuna campagna negli anni 344 e 343 a.C., probabilmente a causa degli effetti di questa grave ferita. Invece, si impegnò nella riorganizzazione della Tessaglia nel 344 a.C., ripristinando il sistema di amministrazione antica di quadruplo "Tetrarca".

### Molossi e Cassopei (342 a.C.)
Il regno dei Molossi in Epiro era stato un importante alleato della Macedonia sin dal 350 a.C., quando Filippo aveva preso in ostaggio il figlio di Aribba, Alessandro I. . Durante questo periodo trascorso a corte, Alessandro (fratello della moglie di Filippo, Olimpiade d'Epiro, era cresciuto nell'ammirazione di Filippo, e questi quindi decise di sostituire Aribba con Alessandro. La data esatta di quando avvenne ciò non è chiara; Cawkwell suggerisce che accadde nei primi mesi del 342 a.C., quando Alessandro avrebbe avuto 20 anni, come preludio alla sua campagna di Tracia. Aribba andò in esilio ad Atene, dove gli fu promesso aiuto per riconquistare il suo regno, tuttavia, Alessandro sarebbe rimasto sul trono (e fedele a Filippo) fino alla sua morte, avvenuta nel 334 a.C. Filippo realizzò certamente una campagna contro il regno epirota di Cassope all'inizio del 342 a.C., prendendo il controllo di tre città per garantire le regioni meridionali del suo regno.

## Tracia (342–340 a.C.)
Intorno al giugno del 342 a.C., Filippo partì per quella che doveva essere una lungamente pianificata spedizione in Tracia. La campagna avrebbe dovuto durare due anni, ma a parte che le sue forze erano considerevoli e che combatté diverse battaglie, le fonti antiche contengono pochissimi dettagli. Obiettivo primario di Filippo era Indubbiamente quello di deporre Cersoblette, una volta per tutte, che secondo Diodoro era stato causa di problemi per i Greci nel Chersoneso Tracico. Filippo chiuse la campagna sposando la figlia di un re dei Geti, che aveva suggerito a Filippo di non fare una campagna solo in Tracia, ma anche nella valle del fiume Evros, e a nord dei monti Balcani, vicino al Danubio.
Durante la campagna, Filippo fondò diverse città, in particolare Filippopoli sul sito del vecchio forte tracio di Eumolpia. Venne riscossa una decima dai Traci e in quella occasione potrebbe essergli stato attribuito il nuovo titolo di "generale responsabile della Tracia"; di fatto era governatore di una nuova provincia macedone, la Tracia. A nord di questa regione pacificata, i Traci erano rimasti per lo più indipendenti, con il proprio re che era soggetto a Filippo. Cawkwell considera questa lunga campagna come uno dei più importanti successi di Filippo, dato il terreno su cui si svolse e le condizioni invernali estreme.

## Perinto e Bisanzio (340–339 a.C.)
Alla fine della campagna di Tracia, Filippo tornò nella città di Perinto, in precedenza sua alleata. Diodoro dice in quanto la città aveva cominciato a opporglisi e a favorire gli Ateniesi; tuttavia, da fonti ateniesi, non vi è alcuna indicazione che questo sia successo. Una possibile spiegazione è che Perinto avesse rifiutato di inviare aiuti a Filippo durante la campagna di Tracia, e fu per questo motivo che egli decise di attaccarla. Ad ogni modo, dal momento che Perinto era una città greca, l'azione di Filippo diede al partito della guerra ateniese l'opportunità di accusare Filippo di stare cercando di distruggere la pace alla quale egli stesso aveva lavorato, dando così inizio ad una nuova guerra.

### Rottura della pace

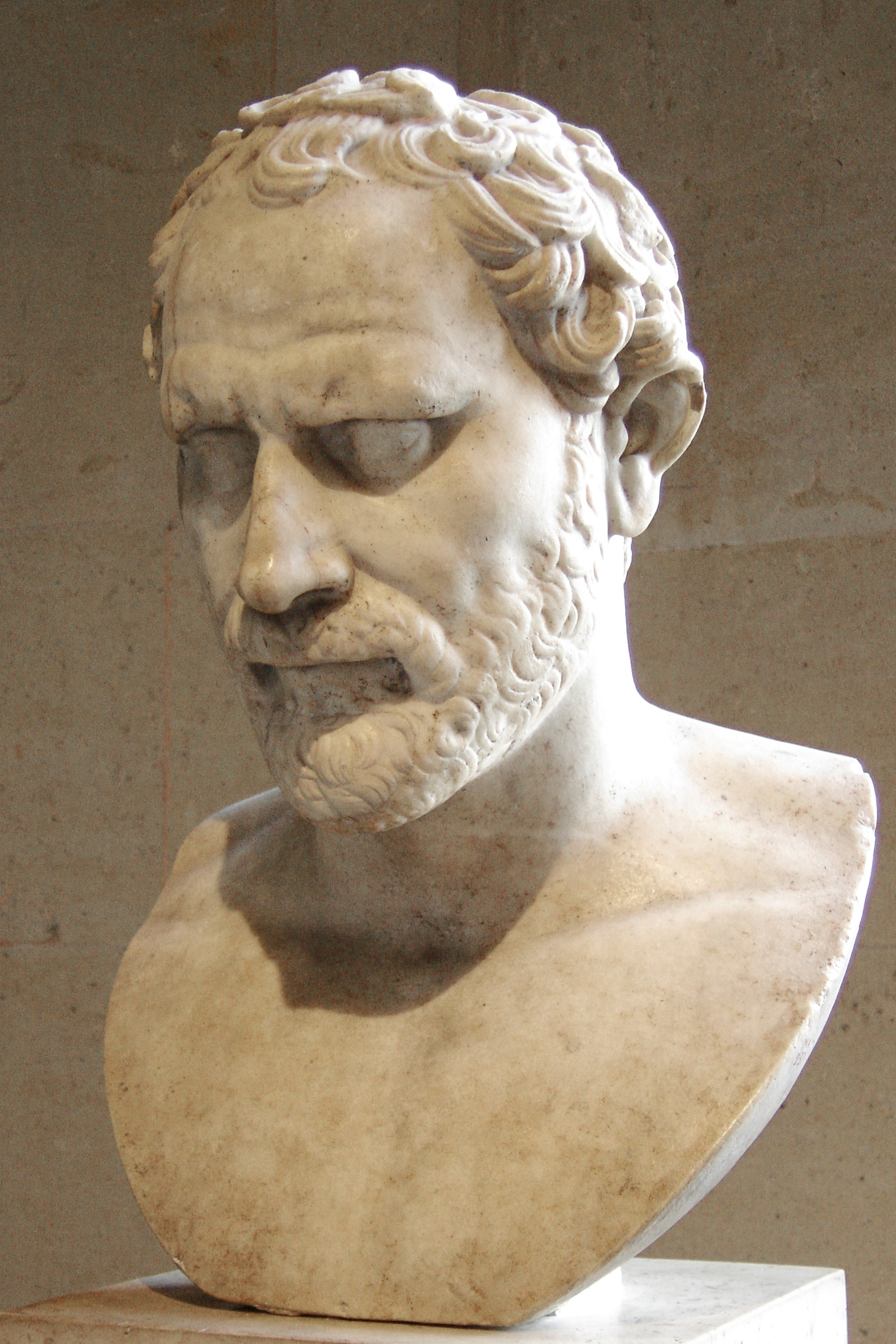
Busto di Demostene.

Sebbene Demostene fosse stato uno degli architetti principali della pace di Filocrate, non appena l'aveva stipulata voleva liberarsene. Nel corso degli anni seguenti, Demostene divenne il capo del "partito della guerra" di Atene, e in ogni occasione cercò di minare la pace: "Il suo metodo era semplice ed efficace. Continuò a martellare falsità finché gli Ateniesi gli credettero." Demostene credeva che i successi di Filippo erano tutti dovuti alla sua corruzione e alla corruzione dei Greci, una visione che, anche se non ci sono prove, divenne luogo comune fino ad essere riesaminata dagli storici moderni. Al contrario, c'era anche un numero consistente di persone ad Atene, guidate da Eschine, secondo le quali la pace doveva essere mantenuta e sviluppata.
Dal 343 a.C. in poi, al fine di cercare di distruggere la pace, Demostene e i suoi seguaci utilizzarono ogni spedizione e azione di Filippo per sostenere che stava violando la pace. Infine, nel 341 a.C., le questioni cominciarono a venire al pettine. Atene inviò nuovi coloni alle cleruchie del Chersoneso Tracico sotto il comando di Diopite, che procedette a devastare il territorio di Cardia alleata di Filippo. Filippo, a quel punto, inviò un messaggio agli Ateniesi per chiedere che desistessero dal loro intervento ma Demostene convinse gli Ateniesi che Atene era già in guerra con Filippo e non c'era bisogno di fare ciò che egli chiedeva; Diopite quindi continuò a causare problemi in Tracia. Poi, nella Terza Filippica del maggio 341 a.C., Demostene accusò Filippo di violare la pace, intervenendo negli affari dell'Eubea. Infine, nella Quarta Filippica consegnata successivamente nel 341 a.C., Demostene sostenne che Atene doveva inviare un'ambasciata al re persiano, chiedendo denaro per una prossima guerra contro la Macedonia. L'ambasciata venne trasmessa, con grande rabbia di Filippo, ma fu nettamente respinta dai Persiani.

### Perinto
In questo difficile contesto, Filippo iniziò l'assedio di Perinto nel mese di luglio del 340 a.C. Perinto occupava una posizione forte su un poggio che dava sul porto a 56 metri sul livello del mare. Filippo non disponeva di una grande flotta sufficiente a bloccare il porto, il che significava che Perinto poteva essere rifornita dall'esterno; Filippo avrebbe dovuto quindi assaltare la città Gli ingegneri di Filippo costruirono delle torri d'assedio  (alcuni si presume alte 80 cubiti), arieti e mine per l'assalto, e in breve tempo, una sezione del muro venne abbattuta. Tuttavia, il combattimento in salita attraverso la città si rivelò difficile, con gli anelli di case che fornivano linee improvvisate di difesa ai difensori di Perinto. Gli aiuti, sia materiali che militari iniziarono ad arrivare a Perinto e il re persiano ordinò ai suoi satrapi sulla costa dell'Asia Minore di inviare denaro, cibo e armi alla città, mentre i Bizantini mandarono un esercito guidato dai loro migliori generali.

### Bisanzio
Le azioni dei Bizantini significavano che anche loro erano ormai in guerra con Filippo. Continuò l'assedio di Perinto, ma a quel punto (settembre) Filippo inviò la metà del suo esercito ad assediare Bisanzio. Bisanzio era una città molto importante per Filippo, per il suo controllo del Bosforo; 
(George Cawkwell)
Demostene era determinato ad evitare la conquista della città, e inviò un'ambasciata a Bisanzio, che accettò di stipulare un'alleanza con Atene. Il generale Ateniese Carete era già in prossimità di Bisanzio con 40 navi, e fu mandato a sostenere la città; inoltre, gli altri alleati dei Bizantini, Chio, Rodi e Kos avevano inviato aiuti alla città. Dal momento che ancora non aveva il controllo dei mari, Filippo doveva affrontare un compito difficile nell'assediare Bisanzio, reso ancora più difficile dal supporto esterno ricevuto dalla città. Ancora una volta, gli ingegneri di Filippo si misero al lavoro, e crearono una breccia; venne tentato un assalto notturno ma furono respinti. Frustrato dai due assedi, Filippo perse la pazienza nei confronti degli Ateniesi e mandò loro una dichiarazione di guerra. Ad Atene, Demostene propose che avrebbero dovuto rispondere dichiarando guerra a Filippo; la mozione venne approvata, e la tavoletta di pietra che registrava la pace di Filocrate distrutta. Gli Ateniesi approntarono un'altra flotta, sotto il comando di Focione, e la inviarono a Bisanzio.
Il primo atto di questa nuova guerra fu il sequestro, da parte di Filippo, di 230 navi di grano che erano dall'altra parte del Bosforo, in attesa di essere convogliate da Carete per passare Bisanzio. Egli usò il grano per i suoi rifornimenti e i legni delle navi per costruire macchine d'assedio. Tuttavia, ciò che accadde nei mesi seguenti non è chiaro; anche se a giudicare dalle attività di Filippo nel 339 a.C., non può aver speso più di 3 mesi ad assediare Bisanzio. Le mura di Bisanzio erano molto alte e forti, e la città era piena di difensori e ben rifornita dal mare; quindi, è possibile che Filippo abbia rinunciato all'assedio, piuttosto che perdere tempo e uomini cercando un assalto. I Greci videro ciò, e l'abbandono dell'assedio di Perinto, come una vittoria gloriosa. Le motivazioni di Filippo erano chiare come sempre; Cawkwell suggerisce che, dal momento che era ormai in guerra con Atene, decise di andare direttamente alla radice del problema, piuttosto che essere bloccato a Bisanzio.

## Campagne finali di Filippo (339–338 a.C.)

### Sciti
Come preludio alla sua campagna pianificata in Grecia, Filippo andò in campagna nell'inverno del 339 a.C., contro gli sciti che vivevano a sud del Danubio, vicino alla foce del fiume (in Dobrugia). Egli li sconfisse in battaglia, prendendo molti prigionieri, e costruì una statua di Eracle per commemorare la sua vittoria. Marciò poi attraverso il territorio dei Triballi, con una forza che probabilmente si trovava a monte lungo il corso del Danubio. Nel corso di una schermaglia, venne gravemente ferito a una gamba, quando una lancia gliela trapassò uccidendo poi il cavallo sul quale era in sella. Il recupero da questa ferita potrebbe aver ritardato la campagna di Filippo in Grecia, dal momento che non la attuò fino all'autunno del 339 a.C.

### Quarta guerra sacra
La campagna di Filippo in Grecia, si legò con una nuova guerra sacra. I cittadini di Amfissa nella Locride Ozolia avevano iniziato a coltivare terra sacra ad Apollo sulla pianura Crisea a sud di Delfi; dopo qualche battibecco interno, il Consiglio anfizionico decise di dichiarare una guerra santa contro Amfissa. Un delegato della Tessaglia propose che Filippo avrebbe dovuto essere capo dello sforzo anfizionico, che perciò diede a Filippo un pretesto per una campagna in Grecia; è tuttavia probabile che Filippo sarebbe andato avanti comunque con la sua campagna.

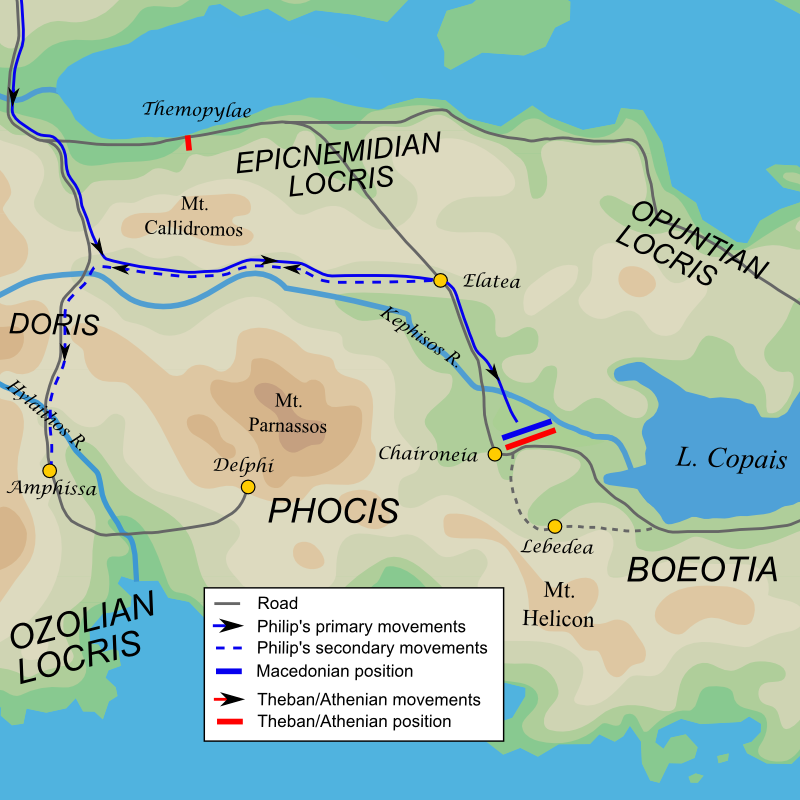
Mappa dei movimenti di Filippo nel periodo 339–338 a.C.

All'inizio del 339 a.C., i Tebani avevano preso la città di Nicea vicino alla Termopili, dove Filippo aveva una guarnigione nel 346 a.C. Filippo non sembra aver trattato questo come una dichiarazione di guerra, ma comunque lo ritenne un problema significativo che bloccava la strada principale verso la Grecia. Tuttavia era disponibile una seconda via in Grecia centrale. Nel 480 a.C., durante la battaglia delle Termopili, il re persiano Serse aveva inviato il suo esercito per una pista di montagna (la Anopea) per aggirare il passo. Da questa pista, sul versante occidentale del monte Kallidromo, un'altra strada principale scendeva verso la Focide. Nel 480 a.C., 1 000 soldati focesi stazionavano sopra le Termopili,  a guardia di questa strada, impedendo la marcia dei Persiani in Focide (anche se non riuscirono ad evitare che i Persiani usassero la Anopea). Tuttavia, nel 339 a.C., i Greci avevano dimenticato l'esistenza di questa strada o creduto che Filippo non la usasse; l'aver tralasciato di custodire questa strada permise a Filippo di arrivare in Grecia centrale senza ostacoli.
Il trattamento relativamente indulgente usato da Filippo nei confronti dei Focesi nel 346 a.C. ora aveva dato i suoi frutti. Raggiunta Elatea, ordinò alla città di essere ripopolata, e nel corso dei mesi successivi l'intera confederazione focese venne riportata al suo stato precedente.  Ciò fornì a Filippo una base in Grecia, e nuovi, alleati riconoscenti nei Focesi. Filippo probabilmente arrivò in Focide nel novembre del 339 a.C., ma la fase decisiva della campagna non si verificò fino all'agosto del 338 a.C. Durante questo periodo Filippo scaricò sul Consiglio anfizionico la responsabilità di risolvere la situazione di Amfissa. Ingannò una forza di 10 000 mercenari che erano a guardia della strada che portava dalla Focide ad Amfissa facendo in modo che abbandonassero i loro posti, e prese quindi Amfissa espellendo i suoi cittadini e restituendo la città a Delfi. Probabilmente era anche impegnato in tentativi diplomatici per cercare di evitare ulteriori conflitti in Grecia, anche se in tal caso, non ebbe successo.

### Alleanza tra Atene e Tebe
Quando ad Atene giunse la notizia che Filippo era in Elatea, a soli tre giorni di marcia dalla città, si scatenò il panico. In quello che Cawkwell descrive come il suo momento più orgoglioso, Demostene consigliato dalla disperazione, propose che gli Ateniesi avrebbero dovuto cercare un'alleanza con i Tebani; il suo decreto venne approvato ed egli fu inviato come ambasciatore a Tebe. Anche Filippo aveva inviato un'ambasciata a Tebe, richiedendo che si alleassero a lui, o almeno lo autorizzassero a transitare per la Beozia senza ostacoli. Dal momento che i Tebani non erano ancora formalmente in guerra con Filippo, avrebbero potuto evitare il conflitto. Tuttavia, nonostante la vicinanza di Filippo, e la loro inimicizia tradizionale con Atene, scelsero di allearsi con gli Ateniesi, per la causa della libertà della Grecia. L'esercito ateniese era già stato preventivamente inviato in direzione della Beozia, ed era quindi in grado di unirsi ai Tebani entro pochi giorni dall'accordo di alleanza.
I dettagli della campagna che portò alla decisiva battaglia di Cheronea sono quasi del tutto sconosciuti. A Filippo fu presumibilmente impedito di entrare in Beozia via Monte Helikon, come gli Spartani avevano fatto nel periodo precedente alla battaglia di Leuttra, o uno qualsiasi degli altri valichi. Ci furono certamente alcune schermaglie preliminari; Demostene allude a una "battaglia d'inverno" e a una "battaglia sul fiume" nei suoi discorsi, ma esistono anche altri dettagli. Infine, nel mese di agosto del 338 a.C., l'esercito di Filippo marciò dritto lungo la strada principale che dalla Focide portava alla Beozia, per aggredire l'esercito greco alleato schierato a difendere la strada per Cheronea.

### Cheronea
L'esercito greco aveva preso posizione nei pressi di Cheronea, a cavallo della strada principale. Sul fianco sinistro, la linea greca schierata alle pendici del monte Thurion, bloccava la strada laterale che portava a Lebedea, mentre a destra, lo schieramento fiancheggiava il fiume Kephisos, nei pressi di uno sperone sporgente del monte Aktion. L'esercito greco alleato includeva contingenti di Acaia, Corinto, Calcide, Epidauro, Megara e Trezene, con la maggior parte delle truppe provenienti da Atene e Tebe. Il contingente ateniese era guidato dai generali Carete e Lisicle, mentre quello tebano da Tegene. Nessuna fonte fornisce cifre esatte sull'esercito greco; la visione moderna è che gli effettivi greci erano circa pari a quelli dei Macedoni, che secondo Diodoro potevano contare su circa 30 000 fanti e 2 000 cavalieri. Filippo prese il comando dell'ala destra del gruppo Macedone e mise suo figlio diciottenne Alessandro (futuro Alessandro Magno) al comando dell'ala sinistra, accompagnato da un gruppo di generali esperti.
I dettagli sulla battaglia sono molto scarsi, e Diodoro fornisce l'unica fonte formale. Egli dice che "una volta iniziata, la battaglia fu fortemente combattuta per molto tempo e molti caddero su entrambi i fronti, in modo che per un po' la lotta consentì di cullare speranze di vittoria da entrambi i lati." Poi racconta che il giovane Alessandro, "il suo ardimento mostrò a suo padre la sua bravura" riuscì a rompere la linea greca aiutato dai suoi compagni, e, infine, mise la destra greca in combattimento; nel frattempo, Filippo avanzava in prima persona contro la sinistra greca mettendola in fuga. Questo breve racconto è legato alla credibilità che si può dare a degli aneddoti legati alla battaglia scritti da Polieno (nella sua opera Stratagemmi). I racconti di Polieno hanno portato alcuni storici moderni a proporre provvisoriamente la seguente sintesi della battaglia. Dopo l'impegno generale che era in corso già da qualche tempo, Filippo aveva fatto effettuare al suo esercito una manovra a ruota, con il ritiro della destra, e con l'intera linea che girava sul proprio asse. Allo stesso tempo, ruotando in avanti, l'ala macedone sinistra attaccava i Tebani sul lato destro greco creando così una breccia nello schieramento greco. Sulla sinistra greca, gli Ateniesi seguirono Filippo a la loro linea divenne tesa e disordinata; i Macedoni quindi girarono, attaccarono e sconfissero gli Ateniesi stanchi e inesperti. La destra greca, sotto l'assalto delle truppe Macedoni comandate da Alessandro, venne schiacciata, ponendo così fine alla battaglia. Diodoro dice che più di 1 000 Ateniesi morirono in battaglia e altri 2 000 vennero fatti prigionieri, e che i Tebani subirono analoga sorte. Cawkwell suggerisce che questa fu una delle battaglie più decisive della storia antica; dato che ora non c'era nessun esercito che avrebbe potuto impedire l'avanzata di Filippo, la guerra si concluse definitivamente

## Sistemazione della Grecia e Lega di Corinto (337–336 a.C.)
All'indomani di Cheronea, i documenti dimostrano i tentativi disperati di Atene e Corinto tendenti a ricostruire le mura della città, mentre si preparavano ad un eventuale assedio da parte di Filippo. Tuttavia, Filippo non aveva alcuna intenzione di assediare città e neppure di conquistare la Grecia. Voleva i Greci come suoi alleati per la campagna pianificata contro i Persiani, e voleva lasciare una Grecia stabile nella sua parte posteriore quando sarebbe andato in campagna; ulteriori combattimenti erano quindi in contrasto con i suoi obiettivi. Filippo marciò prima su Tebe, che si arrese subito; espulse i capi tebani che gli si erano opposti, reinsediò i tebani pro-macedoni che erano stati precedentemente inviati all'esilio e installò un presidio macedone. Ordinò inoltre la rifondazione delle città della Beozia, Platea e Tespie, che Tebe aveva distrutto nei conflitti precedenti. In generale, Filippo trattò i Tebani molto duramente, costringendoli a pagare per il ritorno dei loro prigionieri e anche per il seppellimento dei loro morti; egli, tuttavia, non sciolse la Confederazione di Beozia.
Al contrario, trattò Atene con molta indulgenza; anche se la Seconda Lega ateniese fu sciolta, gli ateniesi furono autorizzati a mantenere la loro colonia su Samo e i loro prigionieri vennero liberati senza il pagamento di alcun riscatto. Le motivazioni che lo spinsero a ciò non sono del tutto chiare, ma una probabile spiegazione risiede nel fatto che sperava di utilizzare la flotta ateniese nella sua campagna contro la Persia, dal momento che la Macedonia non possedeva una flotta consistente; egli aveva pertanto bisogno di rimanere in buoni rapporti con gli Ateniesi. Filippo stipulò anche la pace con gli altri combattenti; Corinto e Calcide, che controllavano importanti posizioni strategiche, vennero dotate di guarnigioni macedoni. Poi si volse a trattare con Sparta, che non aveva preso parte al conflitto, ma rischiava di approfittare dello stato indebolito delle altre città greche per cercare di attaccare i suoi vicini nel Peloponneso. Gli Spartani rifiutarono l'invito di Filippo ad avviare discussioni, e in risposta egli devastò la Laconia, ma non attaccò Sparta.

### Lega di Corinto
Filippo sembra essersi spostato intorno alla Grecia, nei mesi dopo la battaglia, per fare la pace con gli stati che gli si opponevano, per trattare con gli Spartani e per installare dei presidi; i suoi movimenti servivano probabilmente anche come dimostrazione di forza alle altre città, affinché non cercassero di opporglisi. A metà del 337 a.C., sembra si fosse accampato nei pressi di Corinto e avesse iniziato a istituire una Lega di città-stato greche, che avrebbe dovuto garantire la pace in Grecia, e fornire a Filippo assistenza militare contro la Persia. Il risultato fu la creazione della Lega di Corinto, costituita nella seconda metà del 337 a.C., in un congresso organizzato da Filippo. Tutti gli Stati sottoscrissero l'adesione alla Lega, ad eccezione di Sparta. I principali termini dell'accordo erano che tutti i membri diventavano alleati gli uni degli altri e della Macedonia. A tutti i membri era garantita la libertà di navigazione e la libertà da interferenze negli affari interni. Filippo e le guarnigioni macedoni installate in Grecia, avrebbero agito come "guardiani della pace". Su richiesta di Filippo, il sinodo della Lega dichiarò poi guerra alla Persia, e votò Filippo come Strategos per la prossima campagna.

## Guerra contro la Persia e morte di Filippo (336 a.C.)
Nel 336 a.C., mentre l'invasione della Persia era nella sua fase iniziale, Filippo fu assassinato dal capitano della sua guardia del corpo, Pausania mentre partecipava al matrimonio di sua figlia, avuta da Olimpiade, Cleopatra, con il fratello di Olimpiade, Alessandro I d'Epiro a Verghina. Il figlio di Filippo, Alessandro, che allora era appena ventenne, fu proclamato re dall'esercito macedone e dai nobili.

## Conseguenze

### Ascesa al trono di Alessandro
Alessandro iniziò il suo regno mentre i suoi potenziali rivali al trono venivano assassinati. Suo cugino, l'ex Aminta IV,venne ucciso e la stessa sorte subirono due principi macedoni della regione della Lincestide, mentre un terzo, Alessandro di Lincestide, venne risparmiato. Olimpiade aveva fatto ardere vive Cleopatra Euridice e la di lei figlia avuta da Filippo, Europa. Quando Alessandro scoprì l'accaduto, era furioso con sua madre. Alessandro ordinò anche l'assassinio di Attalo, che era al comando della guardia avanzata dell'esercito in Asia Minore. Attalo era al momento in corrispondenza con Demostene, per quanto riguardava la possibilità di defezione di Atene. Indipendentemente dal fatto che Attalo fosse realmente intenzionato a disertare, aveva già gravemente insultato Alessandro, ed essendo stati appena assassinati la nipote di Attalo e i suoi figli, Alessandro probabilmente pensava che Attalo era troppo pericoloso per essere lasciato in vita.  Alessandro risparmiò la vita del suo fratellastro Arrideo, a detta di tutti mentalmente debole, forse a causa dell'avvelenamento tentato da Olimpiade nei suoi confronti.
La notizia della morte di Filippo determinò rivolte in molti stati, tra cui Tebe, Atene, la Tessaglia e le tribù trace a nord della Macedonia. Quando la notizia delle rivolte in Grecia raggiunse Alessandro, egli reagì rapidamente. Anche se i suoi consiglieri gli suggerirono di usare la diplomazia, Alessandro raccolse la cavalleria macedone di 3 000 uomini e la guidò a sud verso la Tessaglia, il vicino della Macedonia a sud. Quando scoprì che l'esercito della Tessaglia aveva occupato il passo tra Monte Olimpo e monte Ossa, dispose che gli uomini cavalcassero sul monte Ossa. Quando i Tessali si svegliarono, il giorno dopo, trovarono Alessandro alle loro spalle e si arresero subito, associando la loro cavalleria all'esercito di Alessandro, nella marcia verso il Peloponneso. Alessandro si fermò alle Termopili, dove venne riconosciuto come capo della Lega anfizionica, prima di dirigersi a sud verso Corinto. Atene chiese la pace e Alessandro ricevette l'inviato e graziò chiunque fosse stato coinvolto nella rivolta. A Corinto, ricevette il titolo di egemone, e come Filippo, fu nominato comandante della prossima guerra contro la Persia.

### Campagna dei Balcani
Prima di passare in Asia, Alessandro volle salvaguardare i suoi confini settentrionali e, nella primavera del 335 a.C., avanzò per sopprimere numerose rivolte. Partendo da Anfipoli, per prima cosa andò a est nel paese dei "Traci indipendenti", e ad Haemus Mons, l'esercito macedone attaccò e sconfisse un esercito della Tracia. I Macedoni marciarono nel paese dei Triballi e sconfissero il loro esercito vicino al fiume Ligino (un affluente del Danubio). Alessandro avanzò poi per tre giorni lungo il Danubio, fino ad incontrare la tribù dei Geti sulla sponda opposta. Sorprese i Geti attraversando il fiume di notte, costringendoli a ritirarsi dopo la prima schermaglia della cavalleria, lasciando la loro città all'esercito macedone. Giunsero nel frattempo ad Alessandro notizie che Clito, re dei Dardani, e Glaucia re dei Taulanti erano in aperta rivolta contro l'autorità macedone. Marciando ad ovest nell'Illiria, Alessandro a turno sconfisse entrambi che fuggirono con i loro eserciti lasciando ad Alessandro le frontiere del nord sicure.
Mentre era trionfalmente in campagna nel nord, una voce della sua morte causò, ancora una volta, la ribellione di Tebani e Ateniesi contro l'egemonia macedone. Alessandro reagì immediatamente, ma, mentre le altre città esitarono, quando egli avanzò in Grecia, Tebe decise di resistere con la massima energia. Tuttavia, la resistenza fu inutile, e la città venne catturata e poi rasa al suolo, e il suo territorio suddiviso tra le altre città della Beozia. La fine di Tebe portò Atene alla sottomissione, lasciando tutta la Grecia, almeno esteriormente in pace con Alessandro. Con vassalli e alleati della Macedonia ancora una volta pacifici, Alessandro era finalmente libero di prendere il controllo della guerra con la Persia, in fase di stallo, e nei primi mesi del 334 a.C. marciò con un esercito di 42 000 uomini in Asia Minore.

### Campagne in Asia
La campagna decennale di Alessandro in Asia e la conquista Macedone dell'impero persiano dovevano diventare una leggenda. L'esercito macedone fece una campagna in Asia Minore, nel Levante, in Egitto, Assiria, Babilonia e Persia, vincendo battaglie notevoli a Granico, Isso e Gaugamela, prima del crollo finale del regno di Dario III nel 330 a.C. Alessandro divenne così capo dei vasti domini persiani, anche se il suo dominio su gran parte del territorio era tutt'altro che sicuro. Egli continuò una campagna in Asia centrale negli anni successivi, prima di giungere nel sub-continente indiano. Tuttavia, l'esercito macedone era diventato sempre più infelice, e alla fine gli ammutinamenti, costrinsero Alessandro a tornare indietro. Egli trascorse i suoi ultimi anni nel tentativo di consolidare il suo impero e pianificare campagne future ma, probabilmente esaurito da anni di dure campagne, morì a Babilonia nel 323 a.C.